# Taj Mahal

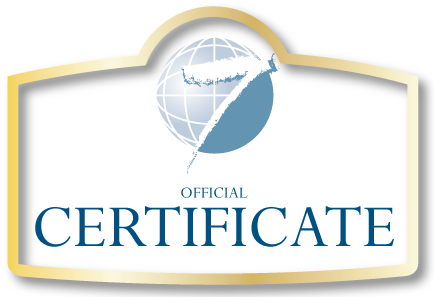
Certificato ufficiale di adesione. Nel 2007 il Tāj Maḥal viene eletto come parte delle nuove sette meraviglie del mondo.

Il Tāj Maḥal (in urdu تاج محل‎?; in hindī ताजमहल, Tājamahala) è un mausoleo situato ad Agra, nell'India settentrionale (stato di Uttar Pradesh), costruito nel 1632 dall'imperatore moghul Shāh Jahān in memoria dell'amatissima moglie Arjumand Banu Begum, meglio conosciuta come Mumtāz Maḥal. Nonostante vi siano molti dubbi riguardo al nome dell'architetto che lo progettò, generalmente si tende a considerare Ustad Ahmad Lahauri il padre dell'opera.
Compreso dal 9 dicembre 1983 nella lista dei patrimoni dell'umanità dell'UNESCO e inserito nel 2007 fra le nuove sette meraviglie del mondo, è da sempre considerato una delle più notevoli bellezze dell'architettura musulmana in India.

## Storia

### Costruzione
(Rabindranath Tagore)

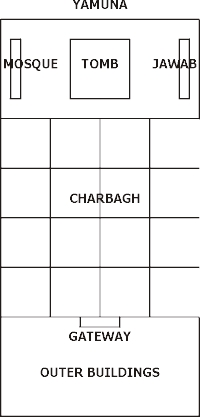
Pianta del Taj Mahal

L'origine è ancora oggi incerta. Le varie corti che sono succedute al regno di Shāh Jahān hanno chiamato il monumento semplicemente rauza (complesso di tomba e moschea) di Mumtāz Maḥal.
È credenza generale che Taj Mahal (il cui significato letterale è "Palazzo della Corona" oppure "Corona del Palazzo") sia una versione abbreviata del nome di Mumtāz. Spesso, al giorno d'oggi, ci si riferisce ad esso chiamandolo semplicemente "il Tāj".
Arjumand Bānū Bēgum, conosciuta anche con il nome di Mumtāz Maḥal, che in persiano significa "la luce del palazzo", morì nel 1631 dando alla luce il quattordicesimo figlio dell'imperatore. L'imperatore ordinò la costruzione del mausoleo per mantenere una delle quattro promesse che aveva fatto alla moglie quando ella era ancora in vita. Inizialmente fece seppellire la moglie nel luogo della sua morte, ma quando si rese conto che trasferire tutto il marmo necessario alla costruzione fin lì sarebbe stata una impresa proibitiva, decise di spostare i lavori ad Agra.
I lavori di costruzione del mausoleo durarono 22 anni, dal 1632 al 1654. Tra le 20.000 persone che vi presero parte si contano anche numerosi artigiani provenienti dall'Europa e dall'Asia Centrale.
L'architetto incaricato di realizzare il Tāj Maḥal è tuttora sconosciuto; la maggior parte degli studiosi attribuisce la paternità dell'opera a Ustad Ahmad Lahauri, ma alcuni parlano del persiano Ustad Isa; anche Geronimo Veroneo è indicato come uno dei possibili architetti, per quanto non ci siano prove certe su questo argomento. La cupola centrale si deve all'architetto ottomano Ismail Khan.

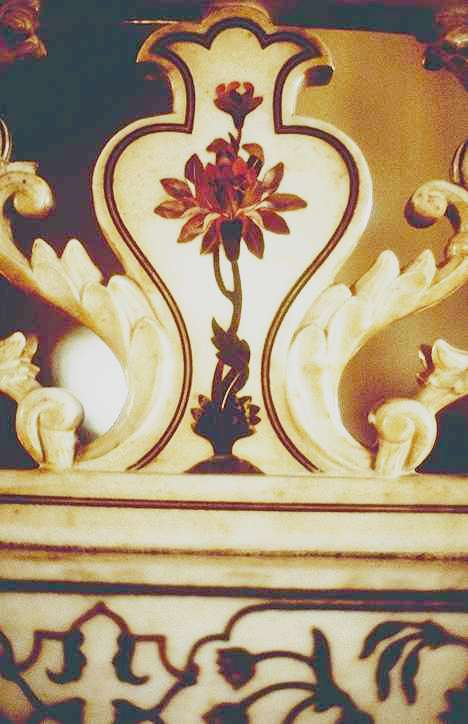
Immagine di una delle decorazioni realizzate con pietre preziose e semi-preziose incastonate in una base di alabastro o di marmo del Mahrana

Il Taj Mahal venne costruito utilizzando materiali provenienti da ogni parte dell'India e dell'Asia. Oltre 1.000 elefanti e bufali vennero impiegati durante le costruzioni per il trasporto delle materie prime. Il marmo bianco venne portato da Makrana, il diaspro dal Punjab e la giada e il cristallo dalla Cina. I turchesi erano originari del Tibet e i lapislazzuli dell'Afghanistan, gli zaffiri venivano da Sri Lanka e la corniola dall'Arabia.
In tutto 28 diversi tipi di pietre preziose e semi-preziose vennero incastonati nel marmo bianco per un costo totale stimato all'epoca intorno ai 32 milioni di rupie, che sarebbero circa 70 miliardi di rupie indiane, cioè 951.878.873,46 dollari statunitensi (783.871.241,21 euro).
L'unico materiale locale utilizzato fu l'arenaria rossa, che decora le diverse strutture del complesso.
Per i lavori di costruzione, invece di utilizzare bambù per realizzare le impalcature (come era di tradizione in quelle zone), furono utilizzati mattoni. Al termine dei lavori l'enorme impalcatura doveva essere smantellata, e per alcuni questa operazione avrebbe richiesto all'incirca cinque anni. Per risolvere questo problema, l'imperatore stabilì che chiunque avrebbe potuto prendere per sé i mattoni dalle impalcature: secondo la tradizione in una notte l'intera impalcatura fu smantellata.
L'ordine in cui furono costruite le strutture del complesso fu il seguente:
- plinto;
- mausoleo;
- minareti;
- moschea e jawab;
- portale di ingresso.

I lavori di costruzione furono finanziati grazie ai proventi della vendita del salnitro, componente per la fabbricazione della polvere da sparo, oggetto di ingenti acquisti da parte dei paesi europei dell'epoca, impegnati nella Guerra dei trent'anni.

### Abbandono

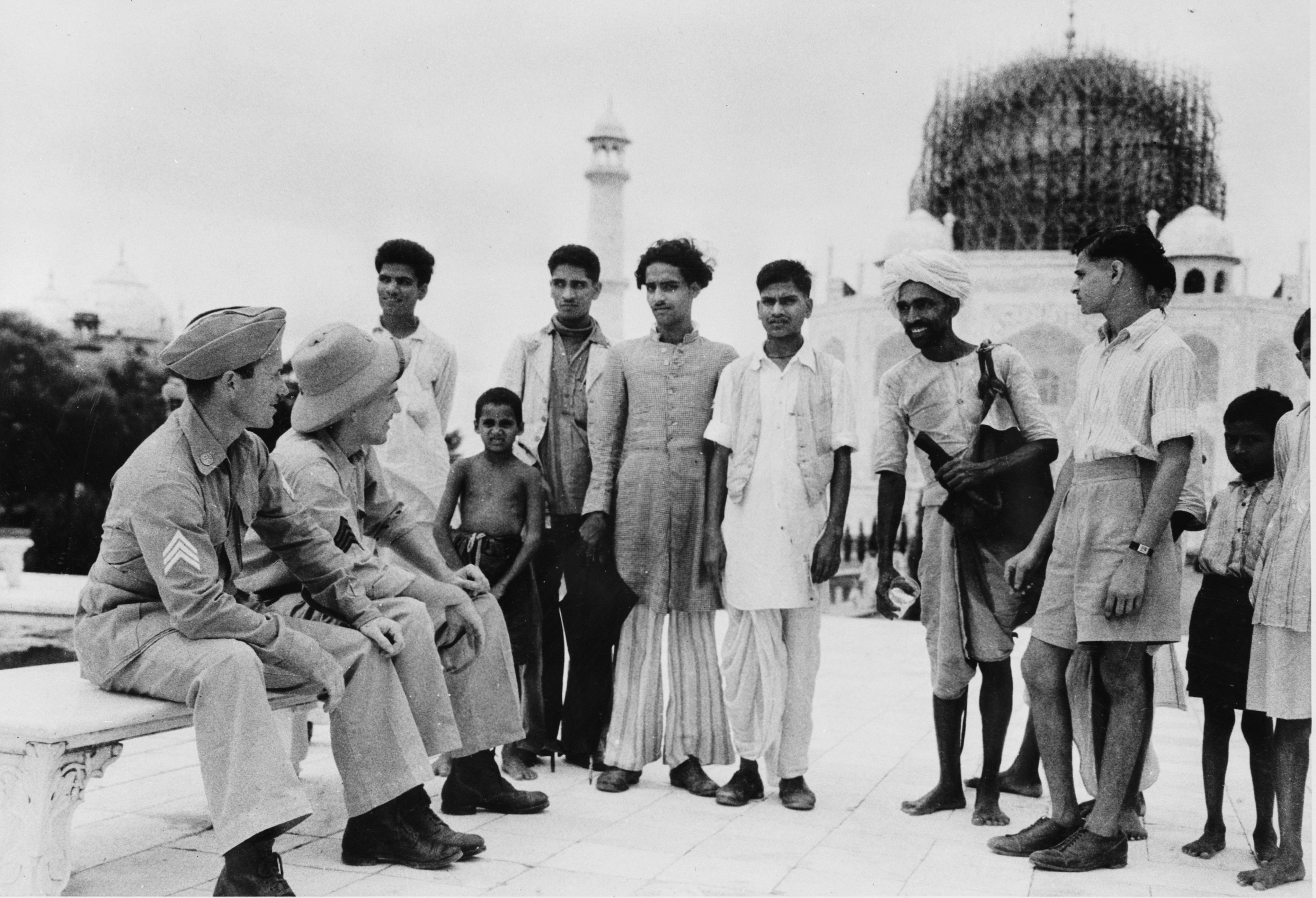
Il Taj Mahal durante la seconda guerra mondiale

Subito dopo la fine della costruzione del Taj Mahal, Shah Jahan fu deposto dal figlio ed imprigionato. In questo stesso periodo la capitale dell'impero Moghul fu spostata da Agra a Delhi, facendo diminuire notevolmente l'importanza di questa città e l'attenzione delle autorità su di essa.
A causa di un disinteresse durato diversi secoli, alla fine del XIX secolo, complici l'erosione e i ladri depredatori di tombe, la struttura versava in un grave stato di abbandono. Durante il governatorato inglese di Lord William Bentinck, inoltre, ci sarebbe stato un piano per demolire il Taj Mahal al fine di recuperare i marmi di cui è ricoperto e i terreni da utilizzare poi per la coltivazione.
Secondo alcuni, tuttavia, questa sarebbe solo una voce messa in giro in quel periodo per screditare l'immagine del poco amato governatore Lord Bentinck.

### Restauro
Questo periodo di abbandono e disinteresse terminò con la nomina a viceré dell'India dell'inglese Lord George Nathaniel Curzon nel 1899, che avviò un restauro dell'intera struttura terminato nel 1908.
Durante il XX secolo l'edificio fu molto curato: nel 1942, durante la seconda guerra mondiale, il Governo indiano eresse un'impalcatura attorno alla struttura per difenderla da eventuali danni provocati da attacchi aerei da parte dei tedeschi prima e dei giapponesi poi. Tale precauzione fu presa anche durante la guerra tra India e Pakistan, tra il 1965 e il 1971.
Negli ultimi anni il Taj Mahal ha dovuto affrontare, tuttavia, un nemico molto più subdolo: l'inquinamento. A causa delle polveri sottili, infatti, il candido marmo di cui è ricoperto si sta ingiallendo. Al fine di risolvere questo problema, oltre alle normali operazioni di pulitura regolarmente commissionate dal Governo indiano, dovrebbe essere fatto un intervento di trattamento dei marmi con dell'argilla (materiale non corrosivo né abrasivo) del costo di oltre 200.000 dollari, che dovrebbe richiedere due o tre mesi ed essere ripetuto ogni tre anni. Per evitare un intervento così dispendioso, oltretutto da ripetersi così spesso, le autorità locali hanno messo in atto delle misure di prevenzione: una legge, infatti, vieta di costruire industrie inquinanti nell'area attorno al Taj Mahal.

## La struttura

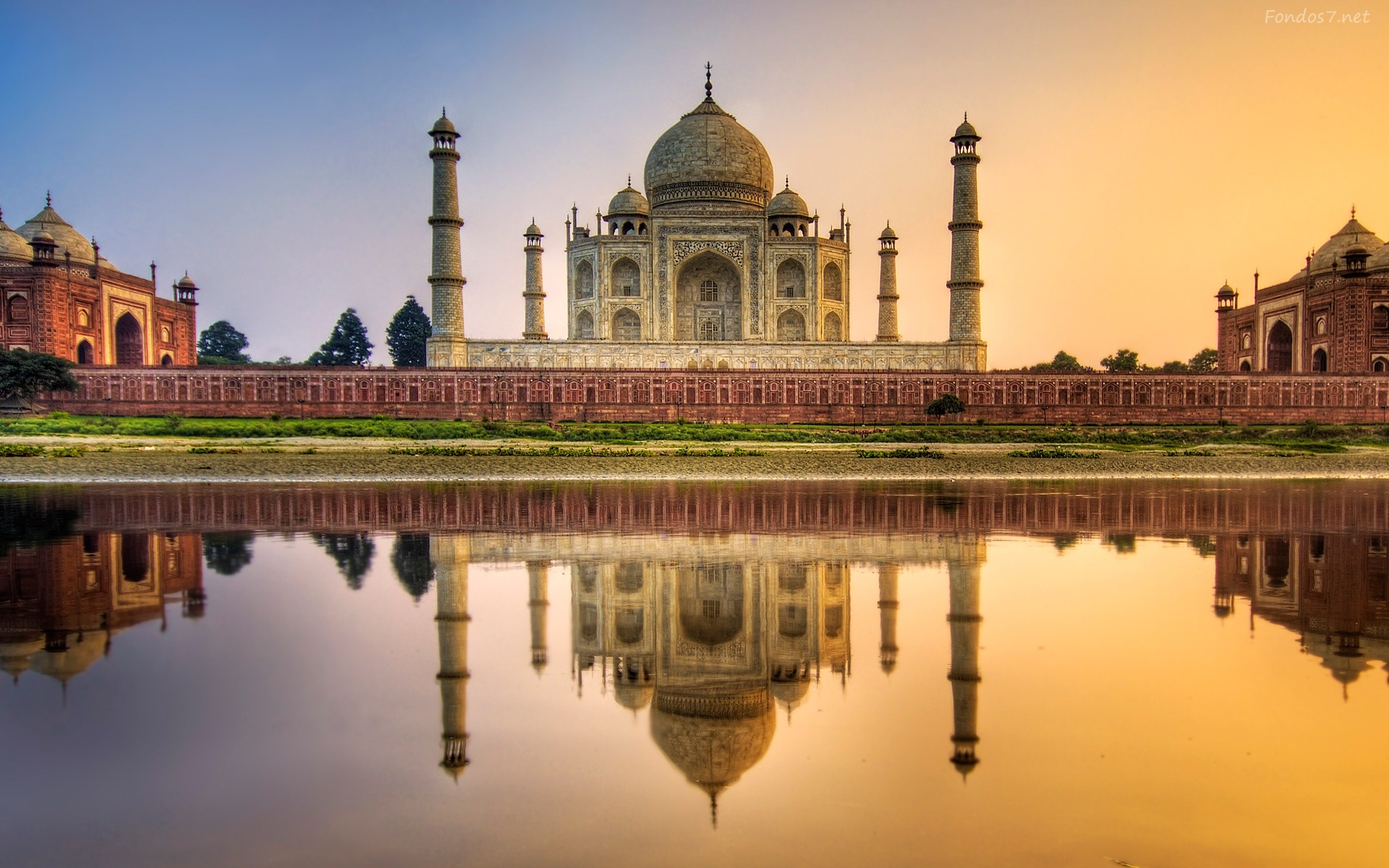
Veduta del complesso dal Fiume Yamuna, nel quale il Taj Mahal si riflette.

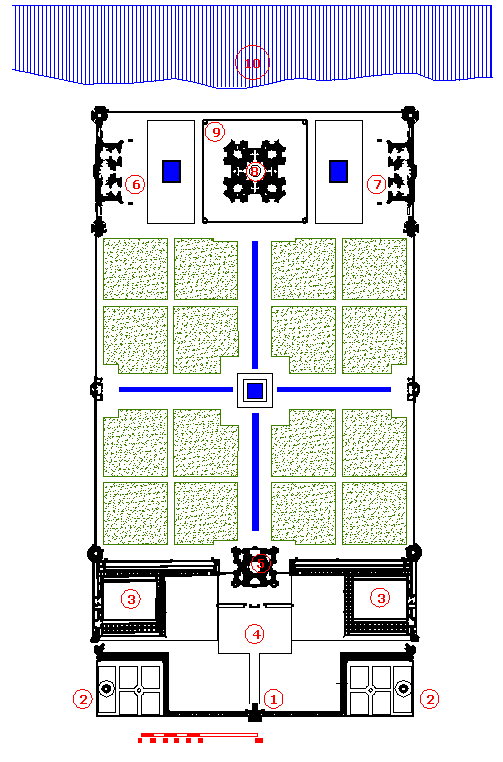
Pianta dettagliata del Taj Mahal:
1-Portale di accesso
2-Tombe secondarie
3-Patii
4-Patio sul portale di accesso
5-Portone
6-Moschea
7-Jawab
8-Mausoleo
9-Minareti
10-Fiume

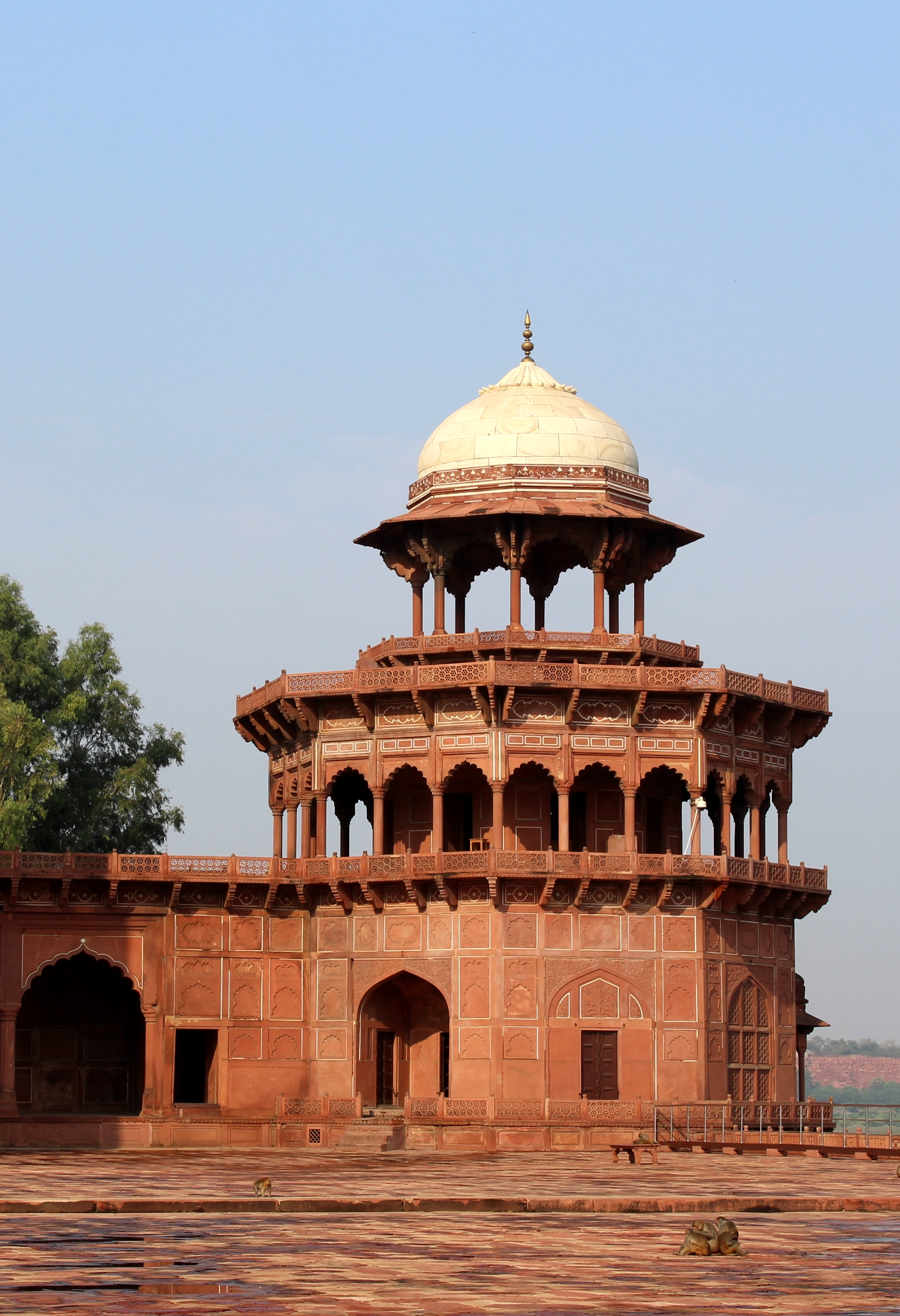
Una delle otto torri ottagonali del muro di cinta.

Il complesso architettonico del Taj Mahal copre approssimativamente un'area di 580 × 300 metri e si compone di cinque elementi principali: il darwaza (portone), il bageecha (giardino) che ha la tipica forma di charbagh (giardino diviso in quattro parti) mughal, il masjid (moschea), il mihman khana ("casa degli ospiti", chiamata anche jawab) ed infine il mausoleum ovvero la tomba di Shah Jahan. Ulteriori strutture secondarie sorgono addossate alle mura che dividono il complesso dall'esterno (esse lo cingono per tre lati, poiché il lato settentrionale prospiciente il fiume è libero): i due portali secondari ed otto torri ottagonali.
Il complesso tombale venne realizzato in modo tale da essere accessibile da tutti e quattro i punti cardinali, attraverso il fiume Yamuna (nord), due portali secondari (est e ovest) ed uno principale (sud). Entrando dal portone principale ci si trova nella parte iniziale del charbagh.
All'interno del giardino, che misura 300 × 300 metri, si trovano aiuole di fiori, canali d'acqua che riflettono l'immagine del Taj e viali alberati. Esso è suddiviso in quattro parti da due canali che si intersecano in modo ortogonale al centro; ognuna delle quattro parti è a sua volta divisa in ulteriori quattro parti da viali percorribili.
Alla fine dell'asse centrale del giardino si trova la tomba. Ad ovest della tomba è situata la moschea: costruita in arenaria rossa, è l'edificio che santifica il complesso ed è il luogo di culto dei pellegrini. Ad est della tomba si trova invece il cosiddetto jawāb ("risposta"), edificio utilizzato come casa per gli ospiti e costruito come gemello della moschea, in modo da rispettare la simmetria architettonica.
Il mausoleo è l'unico edificio interamente rivestito di marmo bianco: gli altri hanno solo alcuni elementi decorativi di questo materiale, ma sono rivestiti quasi totalmente di roccia arenaria rossa locale. In ogni altro edificio, infatti, il marmo bianco è utilizzato per evidenziare le cupole e le aperture per mezzo della differenza cromatica tra il marmo e la roccia arenaria, riuscendo in questo modo a riprendere gli elementi architettonici e ad esaltarli.
L'intero complesso si basa sui principi di simmetria e di geometria autoreplicante: è possibile trovare pochi elementi principali che si ripetono in tutte le strutture. Tutta l'opera è perfettamente simmetrica anche nella distribuzione degli spazi pieni e vuoti, perfettamente allineati tra loro in tutte le strutture.

### L'esterno

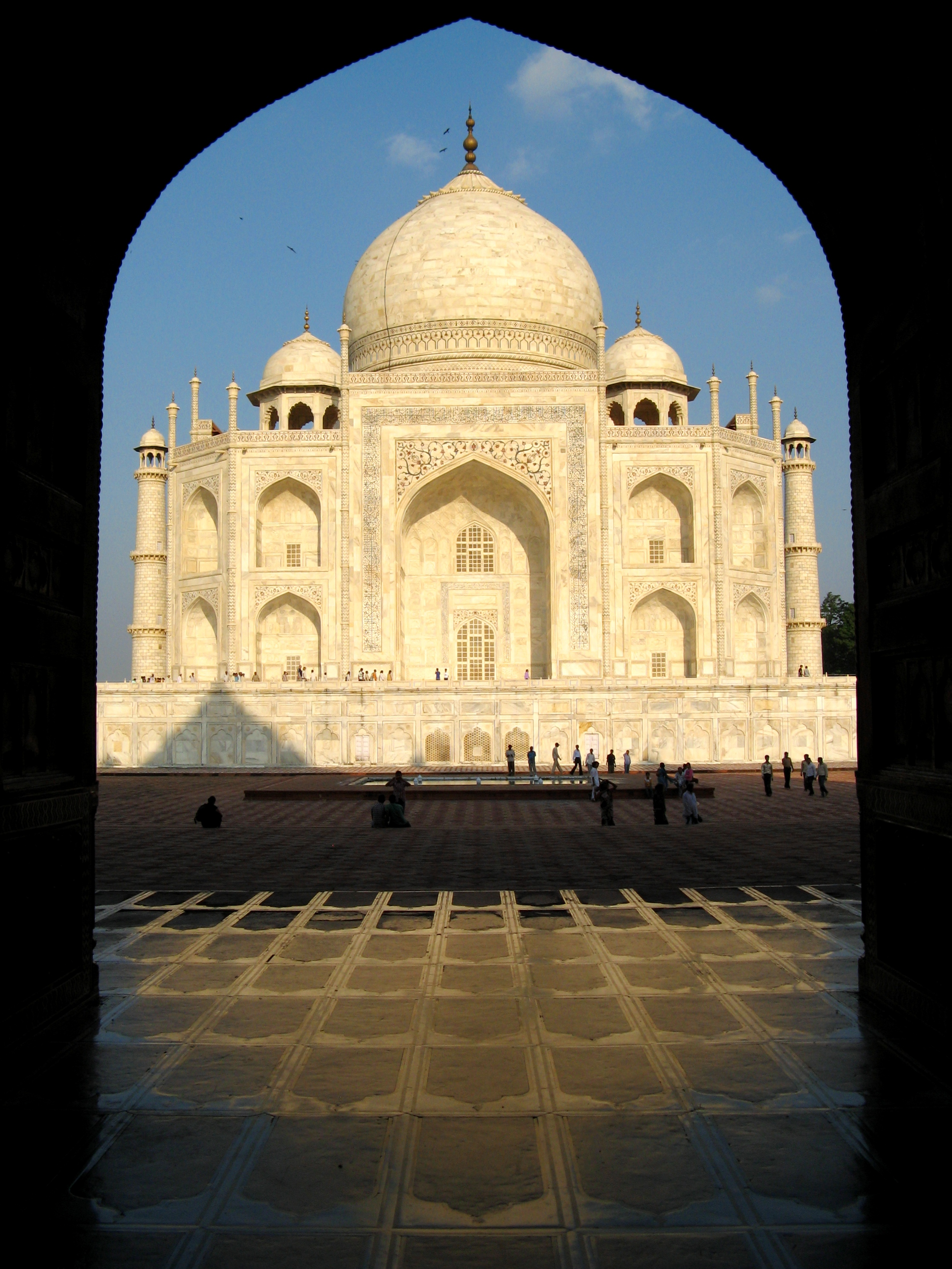
Vista dalla Moschea da un arco della Porta d'accesso all'area

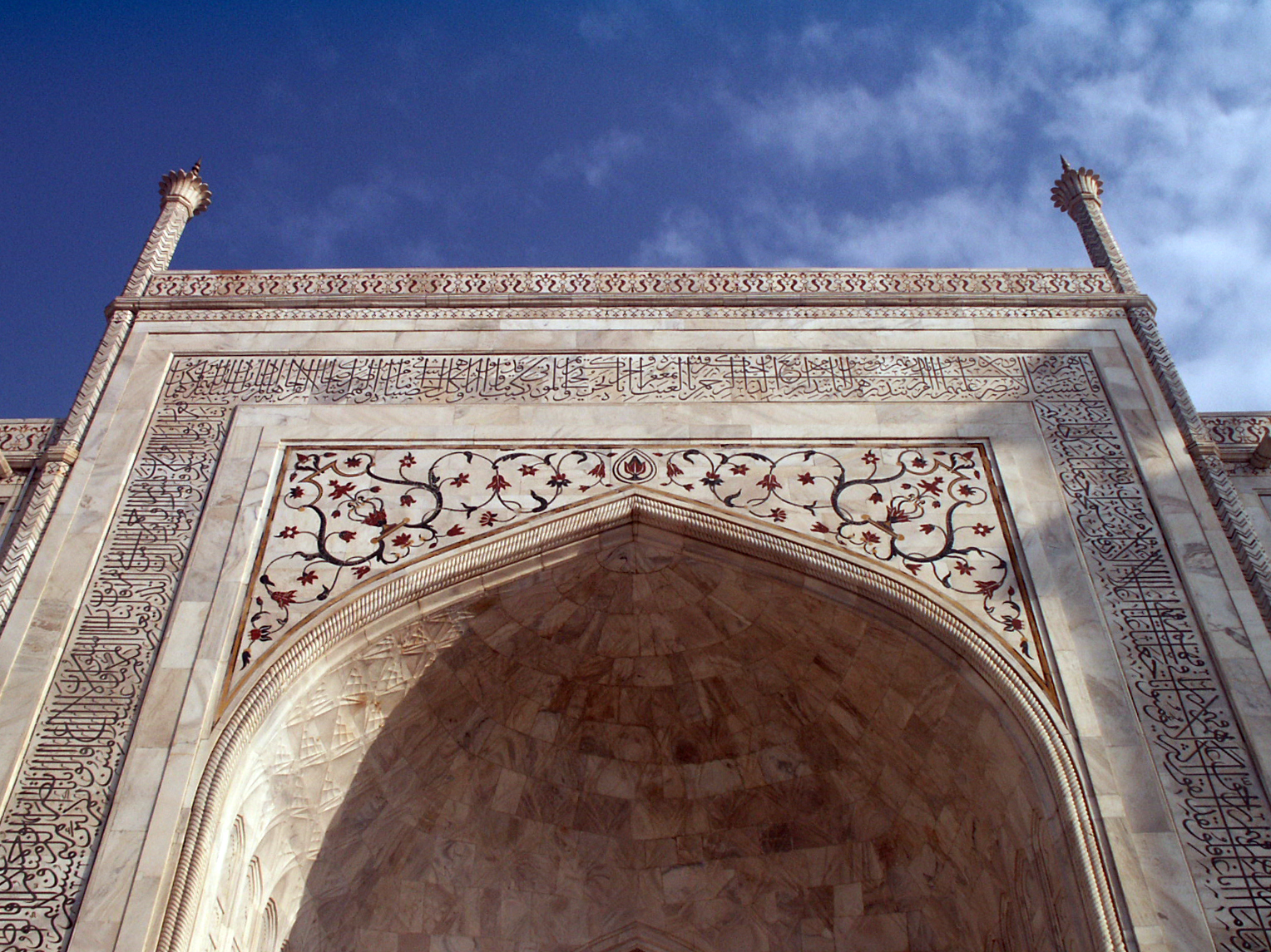
Particolare dell'arco centrale

Il mausoleo vero e proprio è una struttura alta nel suo punto più elevato 73 metri. È posto al di sopra di una soprelevazione marmorea di forma quadrata con lato di 95,16 metri e alta circa 7; ai quattro vertici di questo quadrato sono posti quattro minareti. Questo innalzamento si supera tramite due rampe di scale direzionate lungo l'asse est-ovest che si incontrano nel comune punto di arrivo sul plinto. Esse sono nascoste da un'estensione del plinto e sono coperte ognuna da una volta a botte rampante generata dalla traslazione di un arco ogivale lungo una direzione inclinata rispetto al piano su cui giace l'arco.
In pianta l'edificio è un quadrato di 58,6 m di lato con gli angoli smussati (in modo da avere una forma ad ottagono irregolare).
Visto di prospetto l'edificio è, nella sua massima semplificazione, un rettangolo sovrastato da un arco ogivale: i due elementi rappresentano rispettivamente la perfetta metà inferiore e superiore dell'intero edificio. Questa forma viene ripresa, poi, in ogni parte della struttura: si vedano ad esempio le nicchie presenti lungo ogni faccia dell'edificio e riprese in tutte le strutture del complesso del Taj Mahal. Nelle nicchie questa divisione è resa più chiara da una cornice leggermente sporgente che divide le due metà. Con questa soluzione di geometria autoreplicante viene mantenuta una certa continuità tra le varie parti dell'edificio e tra l'edificio e il resto del complesso.
Ai lati di ogni apertura dell'edificio è posto un pinnacolo di forma ottagonale alto e stretto che supera in altezza il tetto.
La struttura è sovrastata da cinque cupole, ed è perfettamente simmetrica, come il resto del complesso.
Per quanto le pareti siano interamente rivestite di marmi, la struttura portante è stata realizzata in pietra arenaria rossa e mattoni. Solo un piccolo strato di circa 15 cm, infatti, è costituito dal candido marmo del Rajasthan, a fronte di uno spessore dei muri che arriva ad essere di 4 metri.

### I minareti

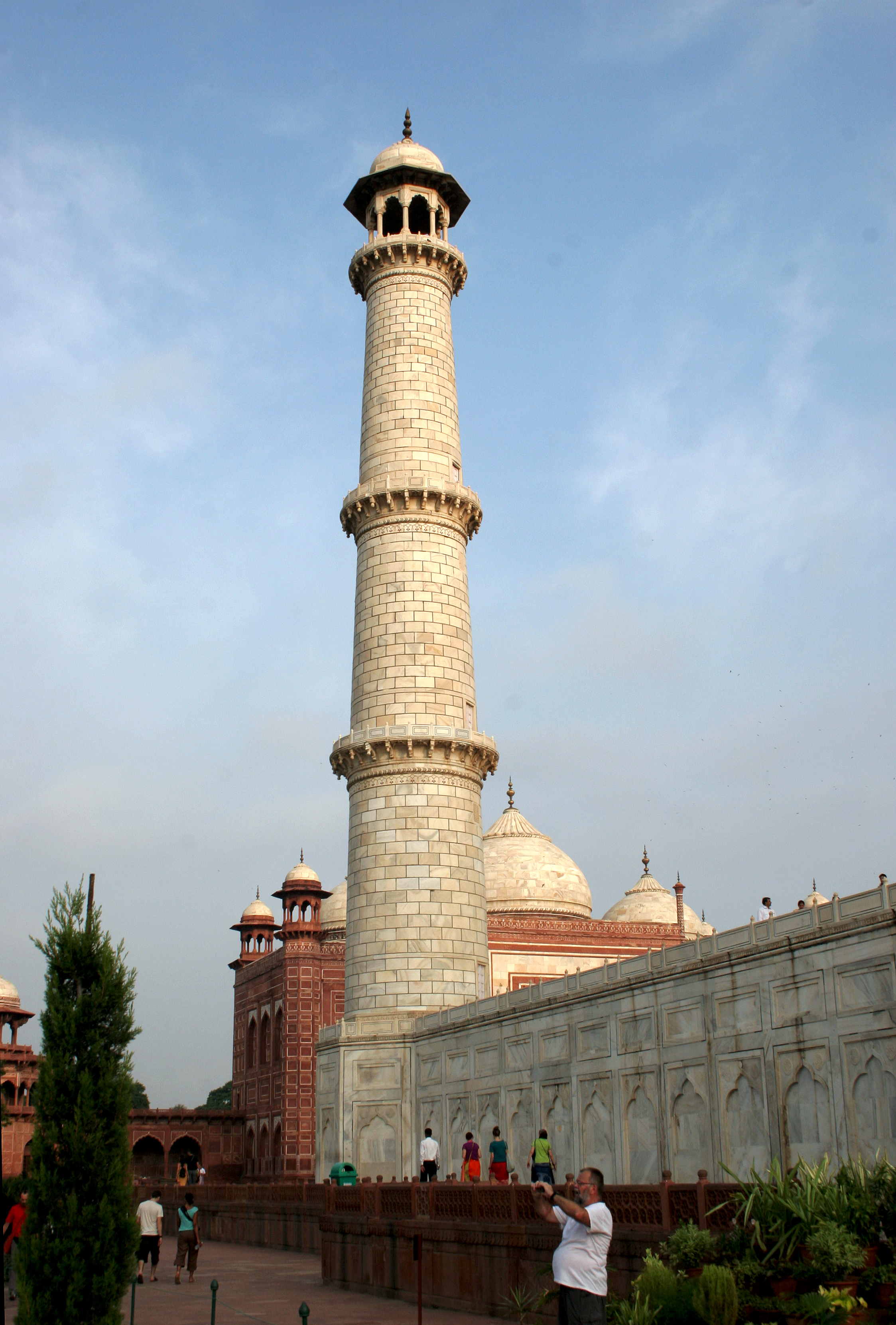
Uno dei quattro minareti

I minareti del Taj Mahal sono di forma tronco-conica ma poggiano su una base ottagonale che supera in pianta il terrazzamento marmoreo che soggiace all'intero mausoleo; i minareti sono alti 43,02 metri con un diametro di 5,65 m. Essi, secondo una soluzione tipica di questo periodo, sono leggermente inclinati verso l'esterno in modo tale che, in caso di un forte terremoto, non crollino sulla struttura centrale ma verso l'esterno. Essi sono più bassi della cupola centrale per non sovrastarla ma accompagnarla e darle la giusta evidenza. Come il mausoleo, sono completamente ricoperti di marmo bianco ma lo scheletro portante delle strutture è fatto di mattoni.
Sono coperti da cupole, simili a quelle del mausoleo, che si dipartono da otto archi polilobati sottostanti. Il collegamento tra gli archi e la cupola è realizzato tramite un elemento sporgente mensolato ottagonale e, poco sopra, un elemento verticale sempre ottagonale. Un elemento simile a quest'ultimo è posto al di sotto della base delle colonne, come collegamento tra le colonne stesse e il piano del balcone sottostante. Nella parte terminale della cupola è posto un elemento di chiusura metallico e, poco sotto, una decorazione marmorea a forma di fiori di loto.
All'interno di ogni minareto è posta una scala spiroidale che lo attraversa lungo tutta la sua altezza per permettere di raggiungerne anche la cima.
Ogni minareto presenta una netta divisione in tre parti lungo la direzione verticale, rese visibili da balconi che lo circondano. I balconi sono sorretti da elementi che permettono di convogliare le forze sulla muratura sottostante. Le sei aperture presenti in ogni minareto, che rappresentano il collegamento tra le scale interne e l'esterno, sono architravate e sono disposte lungo una direzione che lega il centro del minareto stesso con il centro del mausoleo.

### Le nicchie

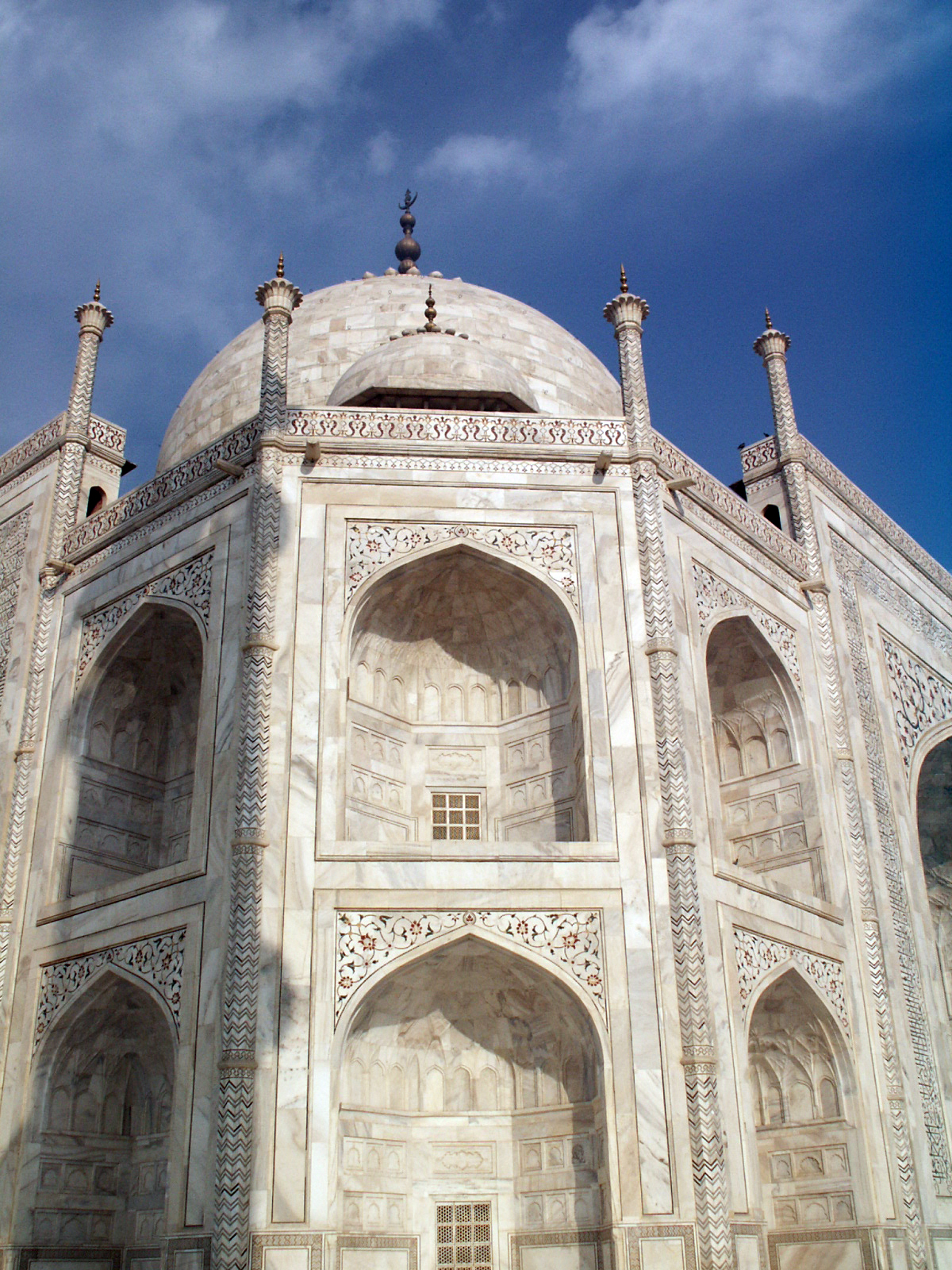
Immagine di alcune delle nicchie

L'ingresso al mausoleo è segnato da quattro enormi portali (detti iwan) di base rettangolare sovrastati da volte generate dalla rotazione della metà di un arco ogivale secondo l'asse centrale per un angolo di 180°, presentandosi perciò simili alla metà di una cupola. La struttura di ogni portale si estende oltre il tetto per mezzo di un'aggiunta alla facciata. Dentro ognuno di questi enormi archi si apre l'ingresso vero e proprio, che riprende la forma dell'apertura in cui è collocato in dimensioni ridotte.
Ogni arco di ingresso è circondato da due aperture sovrapposte per lato (dette pishtaq) di base rettangolare. Queste sono riprese anche nei lati corti dell'ottagono, dove sono però a pianta semiottagonale. La copertura di queste nicchie è realizzata con strutture simili alla copertura dei portali di ingresso.
La disposizione degli archi, posti l'uno accanto all'altro, permette una notevole diminuzione degli effetti derivanti dalla caratteristica propria dell'arco di essere una struttura spingente. Il fatto che gli archi siano disposti l'uno accanto all'altro, infatti, permette di abbattere notevolmente le componenti orizzontali delle spinte provocate dai carichi sovrastanti perché risultano essere opposte. In particolare, nel caso in cui gli archi siano complanari (come nei lati lunghi dell'ottagono irregolare) si ha la situazione ideale di componenti orizzontali perfettamente opposte. Negli angoli dell'ottagono irregolare, invece, il fatto che gli archi non siano complanari provoca la formazione di una forza risultante orientata secondo la bisettrice dell'angolo esterno dell'ottagono, il cui modulo risulta comunque minore delle forze relative agli archi presi singolarmente.
Con queste soluzioni l'insieme diventa più stabile, non dovendo sopportare spinte laterali eccessive.

### Le cupole

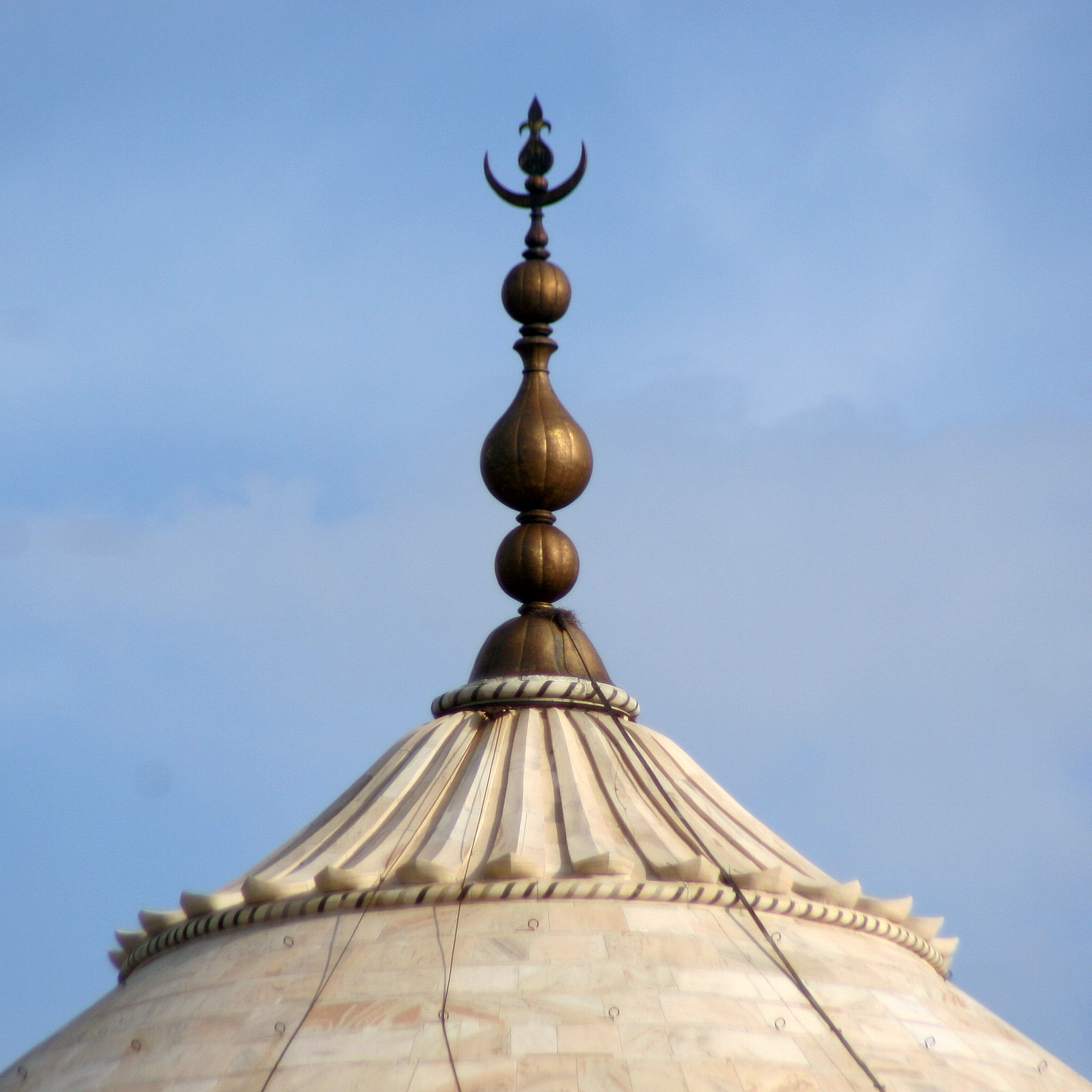
L'elemento di chiusura della cupola centrale

L'intero edificio è sovrastato da cinque cupole. La più grande, quella centrale, venne realizzata dall'architetto ottomano Ismail Khan e si compone di una calotta interna, alta 35 metri dal suolo e dalla cupola vera e propria, a bulbo, che raggiunge i 73 metri d'altezza. Il diametro è di 17,70 metri, lo spessore di 4 metri e i marmi che la compongono pesano 10.000 tonnellate. Le altre quattro cupole minori (8 metri di diametro) sono poste attorno a quella centrale in direzione dei lati corti dell'ottagono. Esse sono tutte generate dalla rotazione secondo un asse centrale di un arco ogivale. L'altezza della cupola centrale è evidenziata ed ulteriormente maggiorata dalla presenza di un elemento cilindrico (tamburo) che sovrasta il tetto per un'altezza di 7 metri e su cui poggia la cupola. Questo elemento è tuttavia quasi invisibile dalla prospettiva centrale in cui si pone l'osservatore ideale essendo coperto dall'estensione della facciata relativa all'arco di ingresso. In questo modo si ha l'impressione che la cupola sia molto più grande di quanto in realtà sia.
Al di sopra della cupola più grande è posto un elemento di chiusura decorativo che riprende lo stile indù e quello persiano. Questo, infatti, pur rappresentando una mezzaluna (elemento tipicamente islamico), presenta un'ulteriore parte appuntita tale che assieme alla mezzaluna coricata crei una forma a tridente, simbolo di Shiva, divinità indù.
Le cupole laterali si dipartono da otto archi polilobati sorretti da colonne che poggiano su un leggero rialzamento del soffitto in arenaria rossa. Nello spazio tra la cupola e gli archi sottostanti è presente un elemento leggermente sporgente di forma ottagonale sorretto da elementi simili a quelli dei balconi dei minareti, tali che convoglino le forze lungo le strutture portanti sottostanti. Esse sono, cioè, praticamente uguali alle cupole che sovrastano i minareti.
Tutte le cupole presentano nella loro parte superiore una decorazione scolpita a forma di foglie di loto.

### L'interno

Pianta schematica del mausoleo

Al centro del mausoleo è posta una stanza principale ottagonale che contiene i cenotafi di Shah Jahan e di Mumtaz Mahal e al di sotto della quale è posta un'ulteriore stanza minore (contenente le tombe dell'imperatore e di sua moglie). Essa è circondata da quattro stanze minori anch'esse di forma ottagonale e da quattro rettangolari, ciascuna delle quali presenta delle aperture a forma di arco ogivale (una per ogni parete); alcune di esse sono aperte e permettono il collegamento con l'esterno o le altre stanze, mentre altre sono semplici archi ciechi. Le stanze ottagonali sono poste agli angoli del mausoleo, in corrispondenza cioè dei lati corti dell'ottagono di base, mentre quelle rettangolari lungo le facciate contenenti gli ingressi. Lo spazio della stanza principale è definito da otto archi ogivali, tutti aperti, che permettono il collegamento con le otto stanze circostanti. Al di sopra di questi e poco sotto la cupola interna si aprono altrettanti archi, di cui quattro sono aperti ma coperti da una grata di marmo finemente intagliata.
La sala è coperta con una falsa cupola, rivestita come il resto di marmo, che ha il suo piano di imposta ad un'altezza di 25 metri dal piano di calpestio. Al centro esatto della stessa c'è una decorazione a forma di sole, simboleggiante la presenza di Allah.
Le stanze laterali sono sovrastate da cupole, al di sopra delle quali si attestano ad un piano superiore delle stanze uguali a quelle inferiori. La divisione in due piani è visibile anche all'esterno e all'interno della stanza centrale: la doppia fila di archi, infatti, riprende la posizione dei piani inferiore e superiore.

### I cenotafi

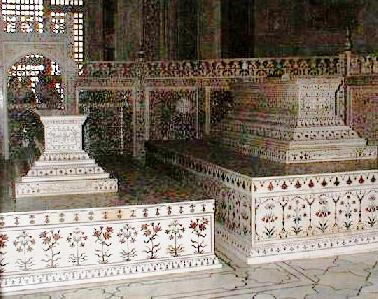
Immagine dei cenotafi

I cenotafi dell'imperatore e di sua moglie si trovano al livello della stanza principale, mentre le tombe vere e proprie (quelle contenenti le salme) si trovano nel livello immediatamente sottostante, orientate in modo da essere esattamente nello stesso punto in cui si trovano i sovrastanti cenotafi. Il cenotafio della moglie dell'imperatore è al centro esatto della struttura, mentre quello dell'imperatore è ad un lato, nella parte occidentale. I cenotafi sono circondati da un recinto ottagonale in marmo perforato, in cui ognuno degli otto pannelli di cui è costituito è stato intagliato da una singola lastra marmorea, regalandogli una decorazione con figure floreali. Sono rivolti sull'asse est-ovest, verso La Mecca.
Il cenotafio della moglie dell'imperatore è decorato con il versetto 185 della terza sūra del Corano, 
(Il Corano, Introduzione, traduzione e commento di Alessandro Bausani, Firenze, Sansoni, 1961, p. 52.)
 mentre l'altro riporta una scritta che lo identifica come quello dell'imperatore.
Al di sopra dei cenotafi c'è una lampada, posta agli inizi del XX secolo dal viceré Lord Curzon.

### Simbolismi
La costruzione del mausoleo è simbolica: il massiccio plinto quadrato sottostante rappresenta il mondo materiale, la cupola circolare la perfezione della divinità e la forma ottagonale della struttura (l'ottagono è visto come forma intermedia tra il quadrato ed il cerchio) l'uomo, punto di giunzione tra i due mondi (materiale e spirituale).

## Il portale principale
Il portale ha nell'architettura islamica un'importanza particolare: esso rappresenta il punto di transizione tra il clamore del mondo esterno e materiale e la pace e la tranquillità dello spazio sacro e spirituale interno.

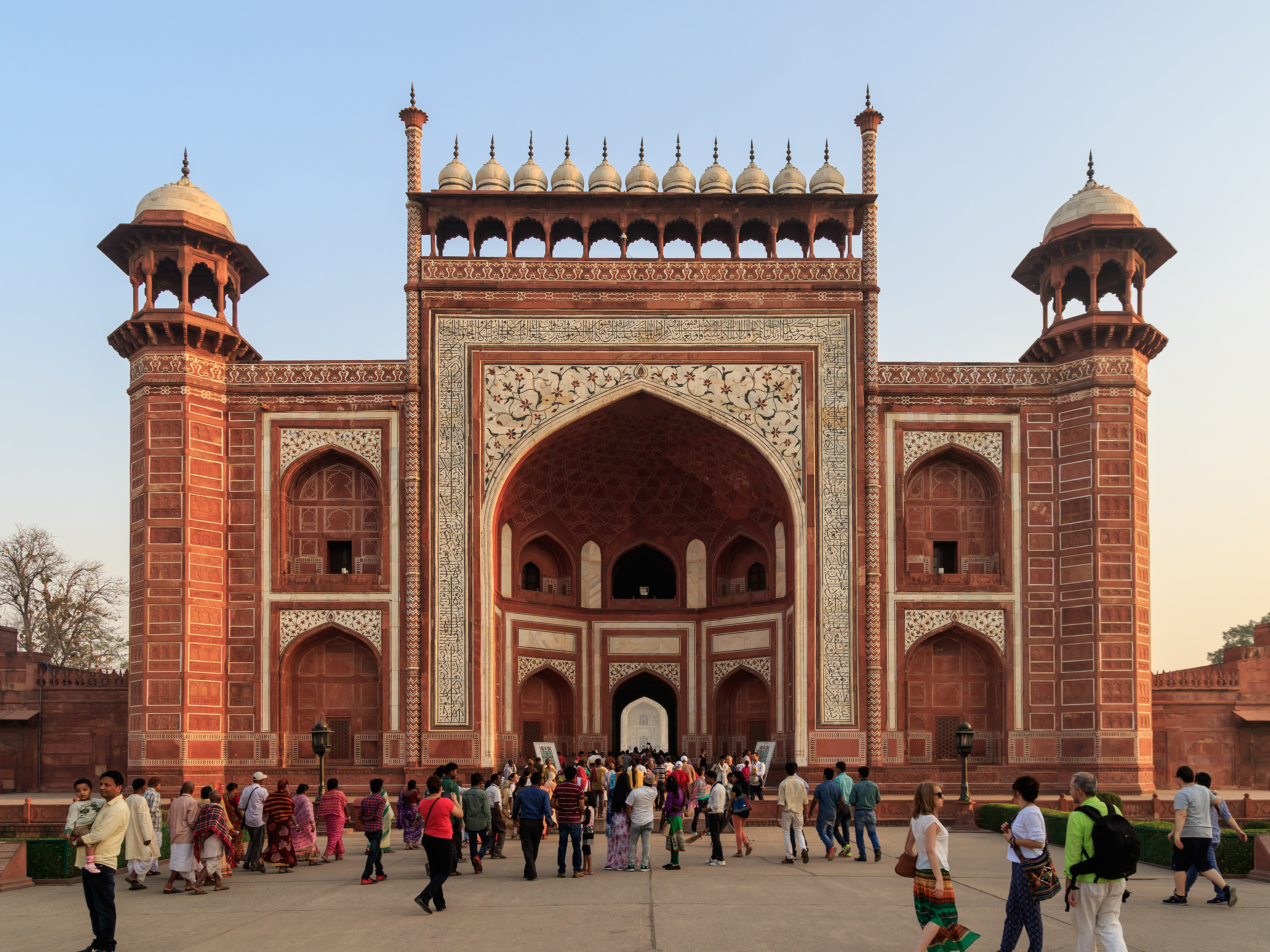
Il portale principale

Il portale (41x34 m e alto 23 m) è una imponente struttura divisa in tre piani in arenaria rossa e marmo, da cui si accede al giardino interno. L'ingresso ha la forma di un'enorme nicchia semiottagonale sovrastata da un arco ogivale che si trova al centro della struttura. È costruito in modo tale da essere simmetrico, come tutto il resto del complesso. La sua altezza è esattamente la metà dell'altezza del mausoleo.
Affiancate all'apertura centrale ci sono due ulteriori nicchie disposte su entrambi i lati simmetricamente una sull'altra. All'interno della stessa apertura centrale, poi, sono disposti 6 archi ogivali suddivisi in 2 ordini in modo perfettamente simmetrico; l'arco centrale nella fila inferiore corrisponde all'ingresso al resto del complesso. L'apertura centrale è sovrastata da una copertura a volta generata dalla rotazione della metà di un arco ogivale secondo l'asse centrale. Tutte le altre (comprese quelle interne all'apertura centrale) sono coperte da una volta generata dalla traslazione di un arco ogivale lungo una direzione perpendicolare al piano di giacitura dell'arco stesso.
Nella parte superiore sono presenti 22 piccole cupole disposte lungo due file nelle parti interna ed esterna del portale, e sorrette ognuna da due file di archi. Gli archi estremi di ognuna delle file sono sorretti da un pinnacolo stretto e alto che si innalza oltre le cupole e che ha la funzione di bilanciare le spinte laterali provocate dalla presenza degli archi. Tale configurazione è propria delle due facciate nord e sud dell'edificio. Le due rimanenti facciate differiscono da queste per l'assenza di un'estensione della facciata oltre il tetto e delle cupole che la sovrastano e la mancanza di un'apertura di ingresso.
In ognuno dei quattro angoli della struttura sono presenti ampie torri, riprendendo così la struttura del mausoleo. Tali strutture ottagonali sono sovrastate da cupole sorrette da otto archi ognuna. Al di sotto di questi una struttura sporgente ottagonale si estende oltre le pareti di queste torri. Quest'ultima è sorretta da elementi che permettono lo scarico delle forze lungo le pareti sottostanti.
Immediatamente al di sotto di ogni cupola presente nella struttura è presente una cornice che sporge oltre gli archi sottostanti e la cupola sovrastante.

## Il giardino

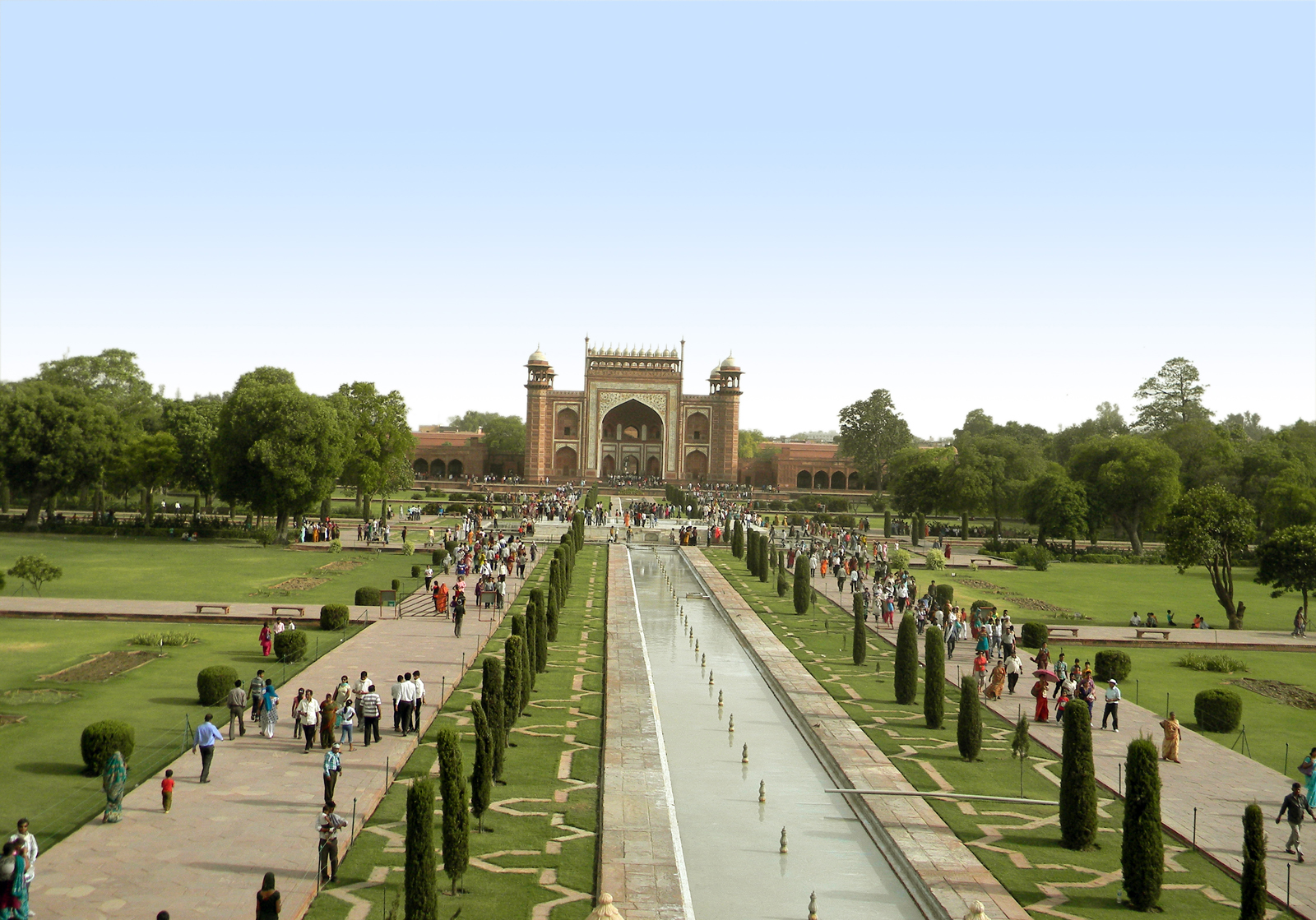
Immagine del giardino

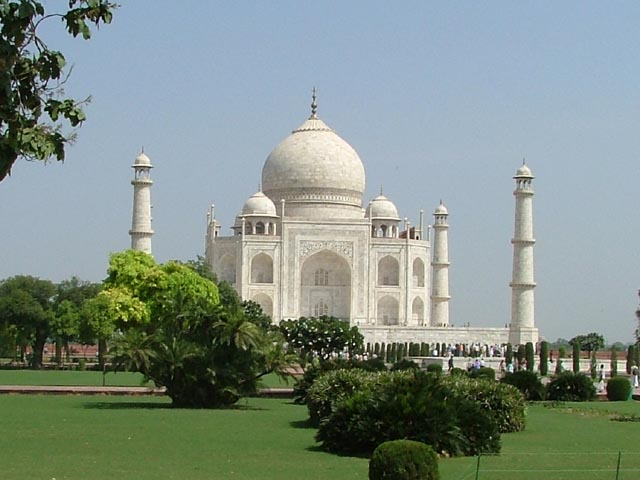
Il Taj Mahal immerso nel verde

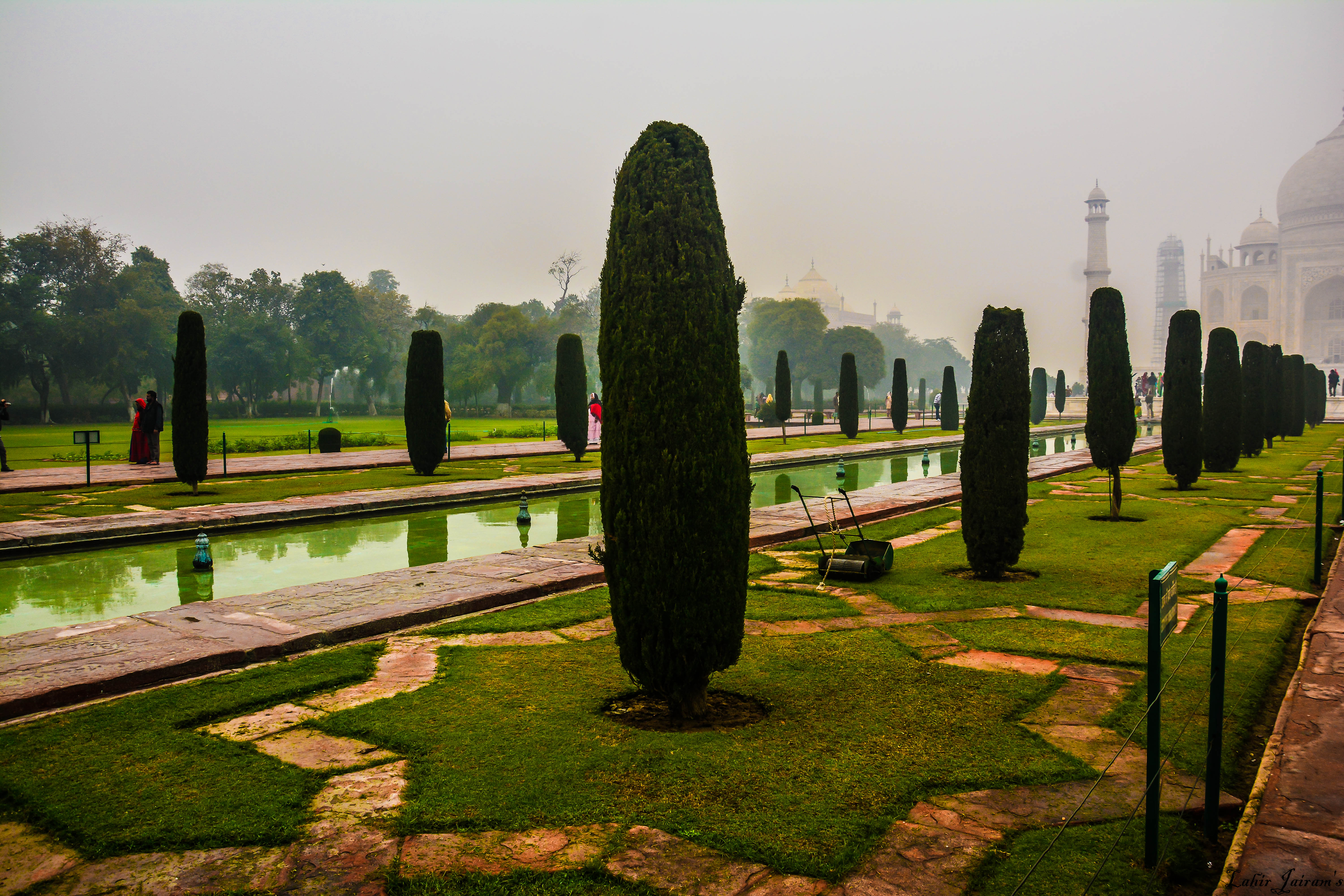
Particolare dei giardini

Il giardino, dalla forma di un quadrato dal lato di 300 m, ha la forma tipica dei giardini della dinastia Moghul: è diviso in quattro parti uguali da due canali che si incrociano nel mezzo. Al suo interno si trovano aiuole di fiori, viali alberati e canali d'acqua che creano un suggestivo effetto riflettendo l'immagine della costruzione alle loro spalle. Ogni quadrato formato dai canali si compone a sua volta di quattro parti (16 in totale) divise da percorsi rialzati pavimentati con pietra. Si dice che in ognuna di queste furono piantate 400 piante.
La ripetizione del numero 4 e dei suoi multipli ha probabilmente a che fare con la concezione-guida del giardino, ripartito in quattro parti, secondo lo schema ideale del čahar bāgh (giardino [suddiviso in] quattro), ispirato ai quattro fiumi del Paradiso islamico.
Per rimediare al fatto che il mausoleo si trova nell'estremità nord del giardino e non al suo centro nel punto di incontro dei due canali (che rappresenta il centro dell'intero giardino e di tutto il complesso) è stato posto un serbatoio di acqua che, in questo modo, riflette l'immagine del mausoleo. La parte interna del serbatoio è decorata con forme cuspidali.
Sul lato meridionale del serbatoio, in posizione centrale, è posta una panchina: essa è un invito al visitatore a sedersi e osservare il mausoleo dalla posizione ideale, cioè da una prospettiva centrale, che permette di godere anche del riflesso sul serbatoio. Posizionati lungo l'asse di simmetria dell'intero complesso, inoltre, è possibile godere appieno del perfetto bilanciamento tra i vari elementi che fa del Taj Mahal un capolavoro.

Sempre per questioni di simmetria, elementi evidenziano la divisione interna delle strutture in due piani. Al di sopra di tutta la struttura è presente una cupola marmorea che poggia su un basamento ottagonale composto da otto archi.
La struttura del giardino si rifà molto alla visione del paradiso in quel periodo: esso era visto come un giardino ideale abbondantemente rifornito d'acqua. Nei testi mistici dell'Islam, poi, esso era descritto come composto da quattro canali che si incontrano in una montagna o una cascata centrali, che dividono il tutto nei quattro punti cardinali. La visione del giardino come simbolo del paradiso è ulteriormente rafforzata dalle calligrafie presenti sul portale principale, che presentano un invito ad entrare nel paradiso.
panchine simili sono poste anche lungo gli altri lati del serbatoio.
Due file di cipressi, simbolo di immortalità, sono poste parallelamente al canale. Per evitare che l'attenzione dell'osservatore sia sviata in direzioni laterali, i cipressi e le fontane nei canali sono posti esclusivamente lungo l'asse nord-sud.
Al termine dei canali che attraversano il giardino lungo la direzione est-ovest sono poste due costruzioni simmetriche dette Nagar Khanas (i portali secondari). Esse si attestano lungo il muro che circonda il complesso. Sono costituite di arenaria rossa e sono poste su un leggero rialzamento. Lungo la facciata sono poste due file di archi ogivali e, sopra di esse, due balconi.
Alcuni percorsi nei giardini sono allineati con i movimenti solari, in quanto sono costruiti per allinearsi col sole che sorge e tramonta durante i solstizi di estate e d'inverno. Durante il solstizio d'estate si nota una disposizione del sole nella parte centro-settentrionale del giardino: se ci si pone dove i due percorsi s'intersecano con un corso d'acqua, si vede il sole sorgere sopra un padiglione situato a nord-est. Mantenendo la stessa posizione tutto il giorno, si vede il sole tramontare in allineamento con un padiglione a nord-ovest. Il Taj Mahal e i suoi minareti si trovano tra questi due padiglioni: il movimento del sole crea una cornice intorno. Durante il solstizio d'inverno, invece, il sole sorge allineato con un padiglione a sud-est e tramonta in allineamento con un padiglione a sud-ovest.

### I servizi idrici

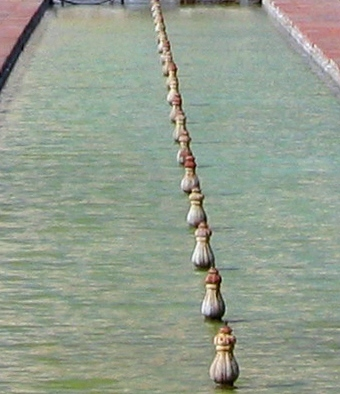
Dettaglio delle fontane lungo il canale nord-sud

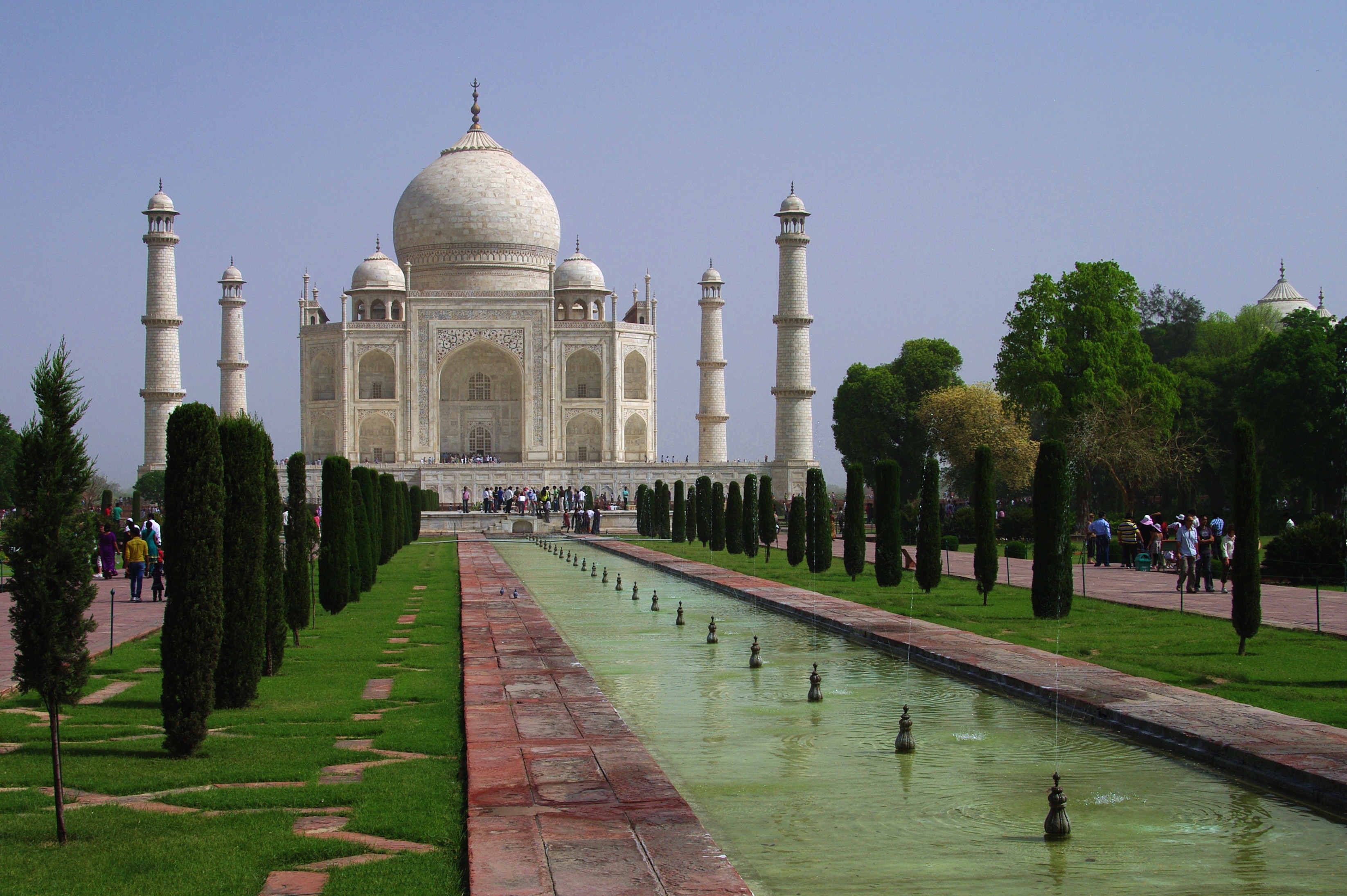
Taj Mahal

Gli architetti del Taj Mahal dotarono la struttura anche di un complicato sistema di condotte a gravità (per la maggior parte in terracotta) per fornire acqua alle vasche dell'intera struttura.
L'acqua proviene dal vicino fiume Yamuna attraverso un sistema di tubazioni sotterranee. Per prendere l'acqua dal fiume veniva utilizzata la forza di alcuni buoi che trascinavano una fune a cui era connesso un secchio. Da qui l'acqua veniva trasferita in un serbatoio di raccolta. Da qui si dipartivano delle tubazioni che, passando sotto il livello del suolo, attraversavano le mura esterne orientali e giungevano a rifornire le fontane presenti presso la moschea. Per rifornire le fontane del canale nord-sud e nel serbatoio centrale furono utilizzate tubazioni in rame.
Allo scopo di fornire acqua a tutto il complesso di fontane era sufficiente la differenza di quota tra il serbatoio di partenza e i punti di arrivo (le fontane) di circa 9,5 m. Il collegamento tra gli elementi è costituito da tubazioni per la maggior parte in terracotta del diametro di 0,25 m sotterrati ad una profondità di 1,8 m dal suolo.
Per uniformare la pressione dell'acqua in ogni fontana furono costruiti dei recipienti sotto ogni fontana: in questo modo l'acqua in arrivo andava prima in questi recipienti e poi andava simultaneamente nelle fontane.
L'ingegnoso sistema è tuttora presente, a segnalare la bravura del costruttore che riuscì a creare un acquedotto che ha passato ottimamente la prova del tempo senza avere la necessità di interventi di manutenzione.

## Altre costruzioni
Affiancate al mausoleo principale sorgono la moschea e il jawab (56×23 m² e alti 20 m), che si trovano rispettivamente ad ovest e ad est della tomba, sono costruiti in arenaria rossa, in contrapposizione cromatica al bianco del marmo del mausoleo. Poggiano su un plinto anch'esso in arenaria rossa. Le strutture sono accompagnate da 4 torri ottagonali (coperte da una cupola sorretta da otto archi) poste agli angoli e da 3 eleganti cupole. Le cupole, di cui quella centrale è più grande delle altre, sono sorrette da elementi cilindrici pieni che si dipartono dal tetto sottostante.

Vista panoramica a 360° intorno al Taj Mahal

### Jawab

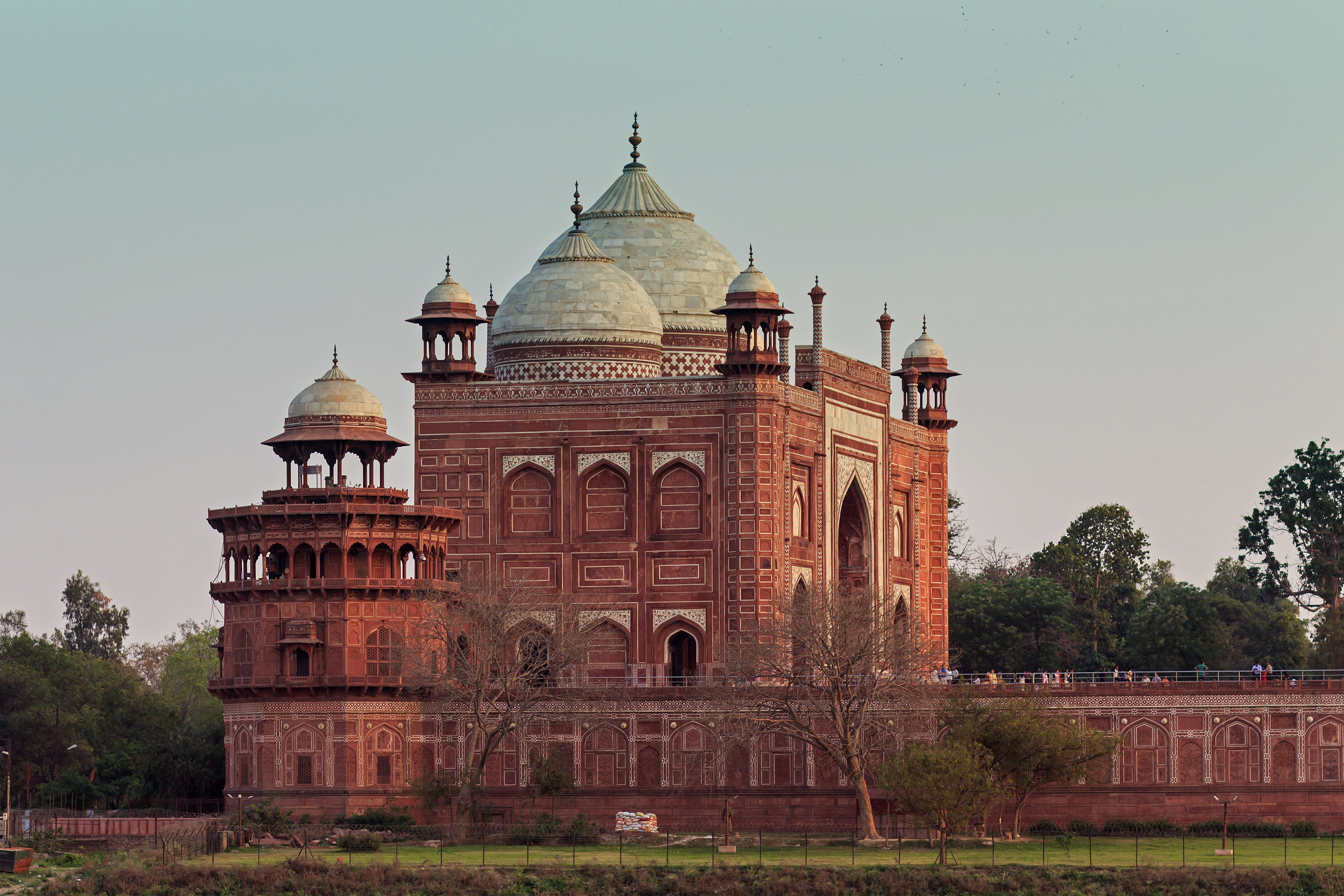
Veduta del Jawab

Il jawab (risposta) è posto ad est della tomba in contrapposizione con la moschea, situata ad ovest. Le uniche differenze tra le due strutture, infatti, sono la presenza nella moschea della nicchia indicante la direzione della Mecca (miḥrāb), la pavimentazione (nel jawab fatta con motivi geometrici) e le citazioni del Corano.
Non è nota la funzione della struttura: si pensa che essa fosse solo un espediente architettonico per mantenere l'equilibrio simmetrico del complesso del Taj Mahal.
La presenza delle due torri basse agli estremi del plinto in roccia arenaria, unitamente alla presenza di ulteriori due torri disposte in modo simmetrico di lato alla moschea, riprende la struttura del mausoleo in cui ai quattro angoli del plinto marmoreo quadrato sono posti i quattro minareti.
Dinanzi ad ognuno dei due edifici è posta una vasca contenente l'acqua: quella davanti alla moschea è necessaria al compimento delle abluzioni rituali che ogni fedele deve compiere prima di entrare e pregare.

### Moschea

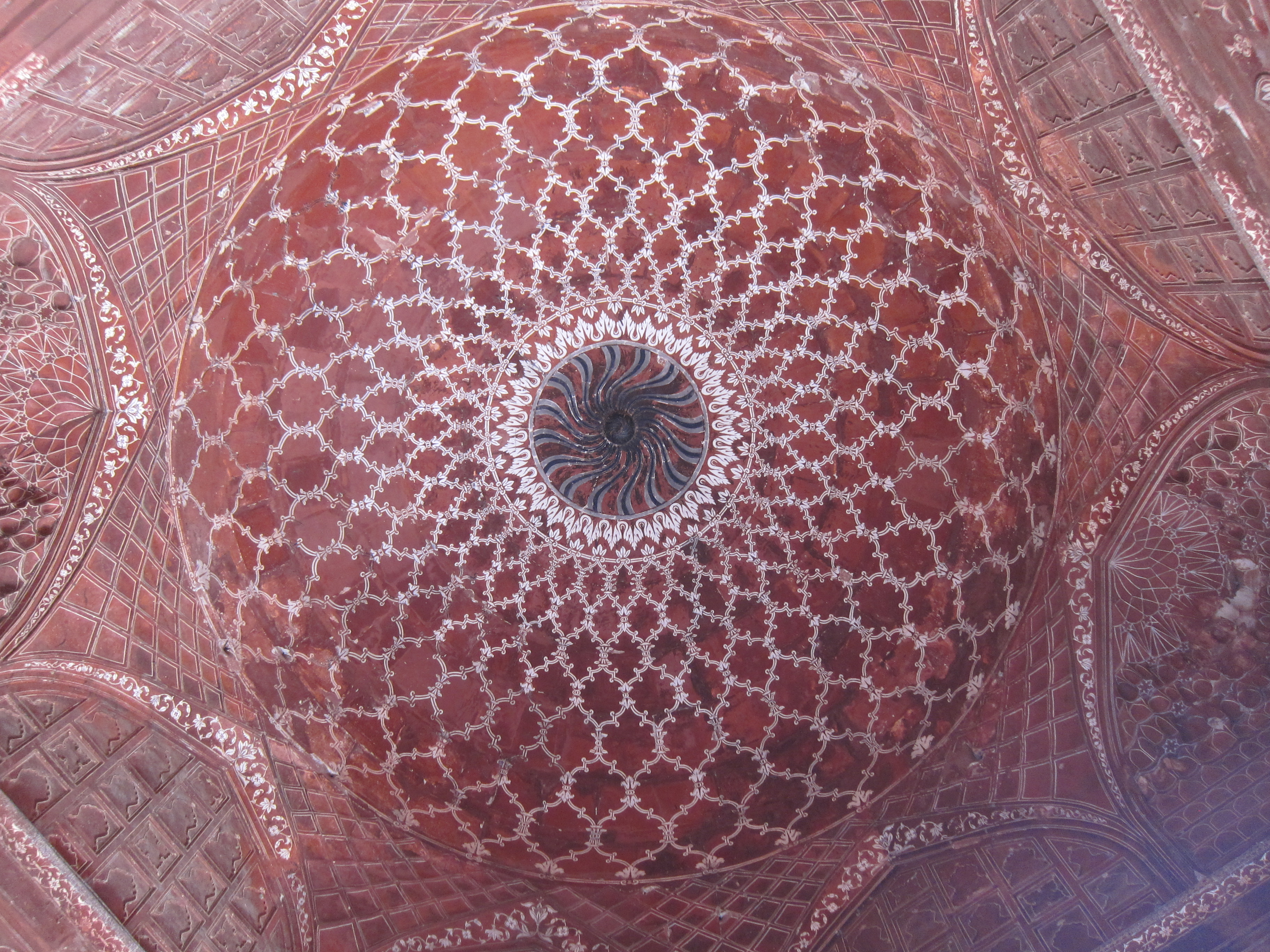
Cupola della moschea

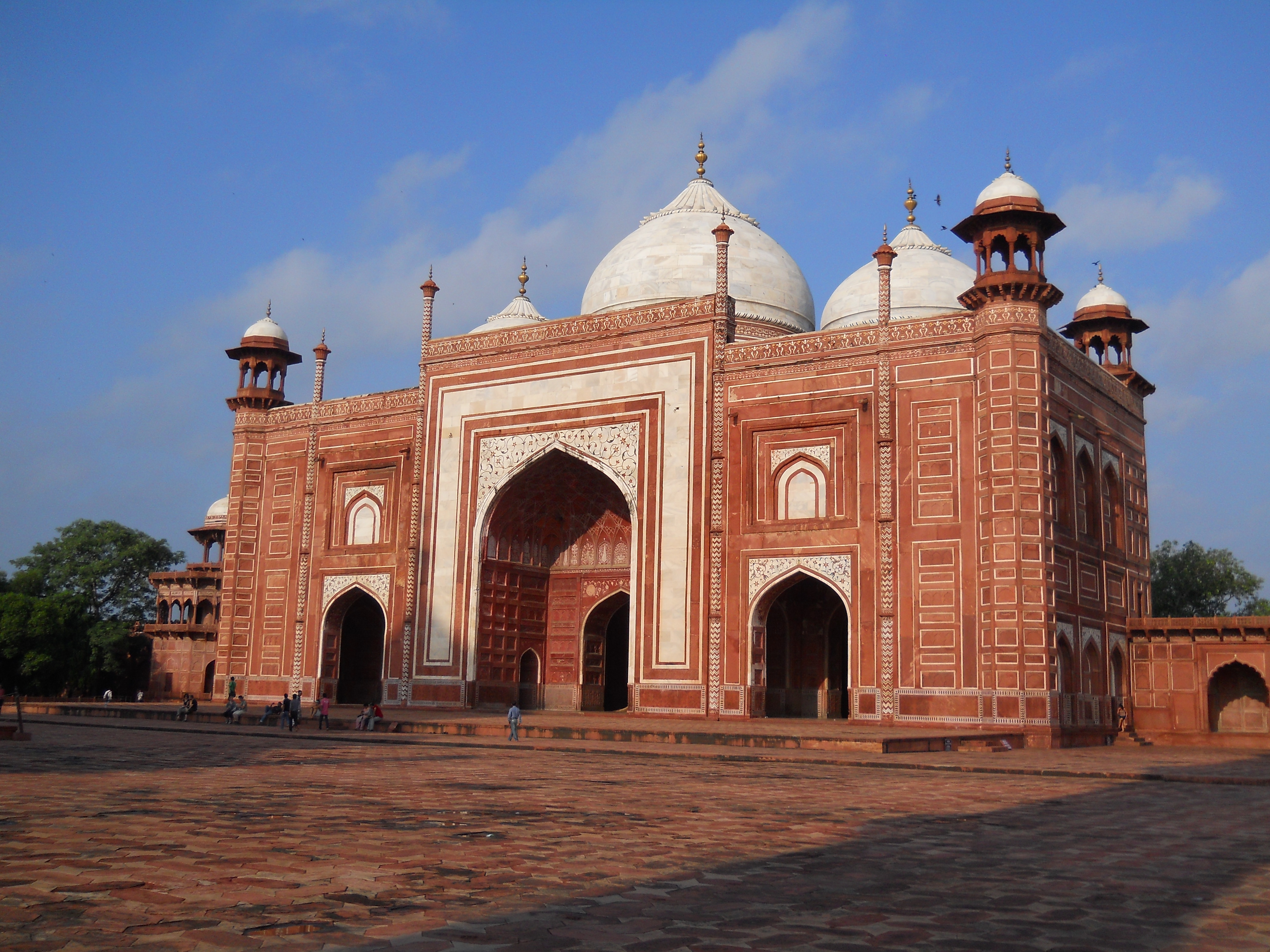
Facciata della moschea

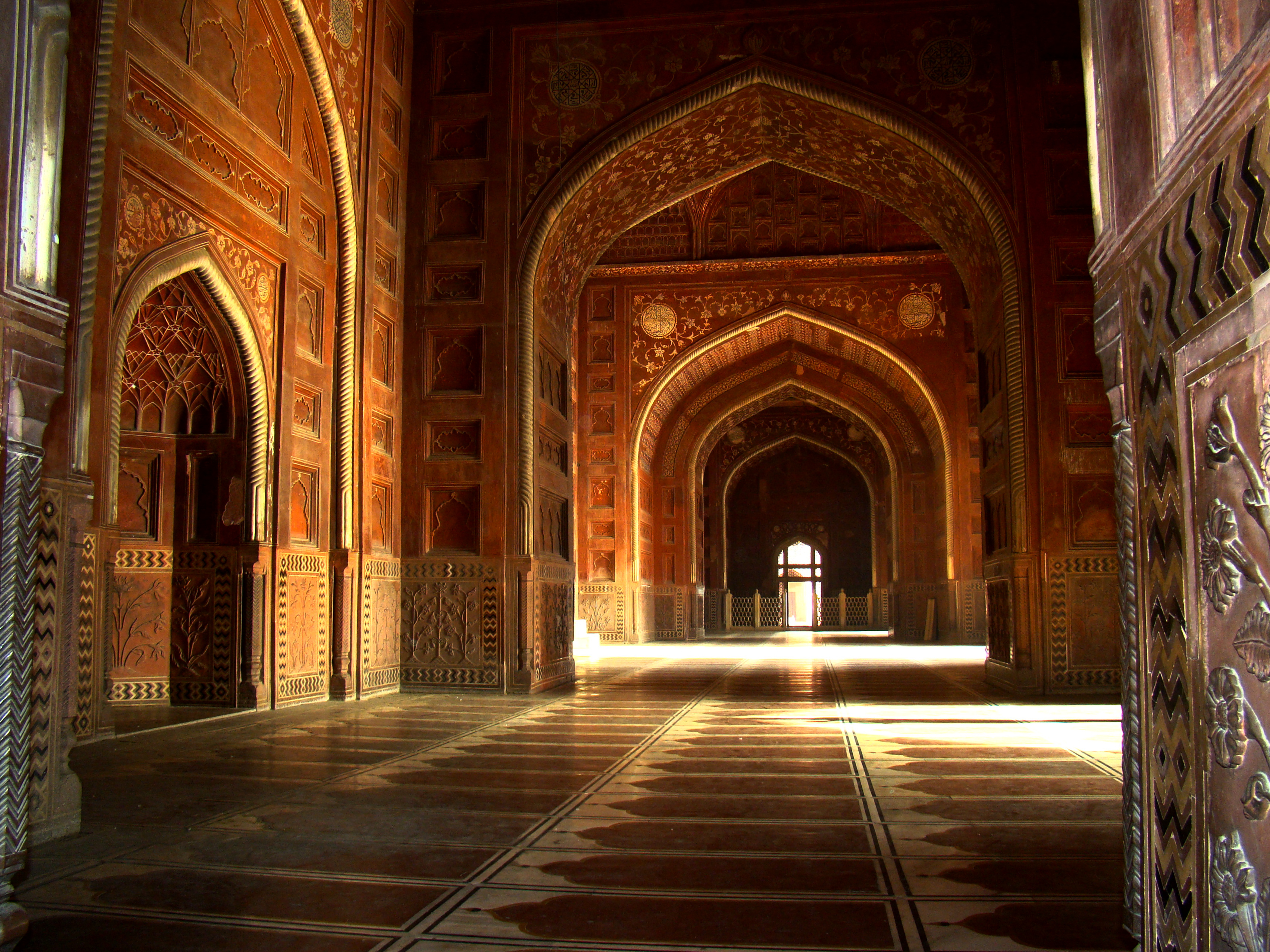
Interno della moschea

La moschea rappresenta il luogo di culto dei pellegrini e la struttura che santifica l'intero complesso.
L'edificio è rivolto verso la Mecca, come indicato dal miḥrāb (la nicchia che in ogni moschea segna la direzione della città santa dell'Islam) che qui è attorniato da citazioni dalla sūra 91 del Corano ed è dalla forma di arco ogivale. Nell'angolo più alto della nicchia sono disegnati due dischi al cui interno ci sono delle citazioni dalla sura 112. Questo tipo di dischi sono posti sui muri di tutta la moschea. All'entrata centrale (con arco ogivale) si affiancano sui due lati due aperture strutturalmente uguali a quella centrale eccetto per le dimensioni. Esse sono poste negli spazi tra quattro strette colonne, più alte del resto della struttura. L'arco centrale si estende oltre la muratura circostante con un'estensione della facciata. Questa soluzione è la stessa utilizzata nel mausoleo. L'apertura principale è sovrastata da una volta che si presenta come la metà di una cupola. Le altre due aperture, invece, sono coperte con una piccola volta a botte ogivale. All'interno dell'apertura principale sono presenti tre ulteriori aperture, di cui quella centrale è più grande e rappresenta l'ingresso principale alla struttura. Lungo ognuno dei lati corti della struttura rettangolare si attestano sei archi ogivali ciechi disposti in due file. All'interno sono presenti tre ambienti comunicanti per mezzo di due aperture terminanti con un arco ogivale. La loro presenza è evidenziata dal fatto che ad ogni ambiente corrisponde una cupola sul soffitto. La pavimentazione è composta da rettangoli tutti uguali disposti con il lato lungo in direzione est-ovest: questi rappresentano il luogo in cui il singolo fedele si deve posizionare durante la preghiera. In entrambi i lati della struttura sorge una torre bassa coperta da una cupola. All'altezza della muratura, agli angoli della struttura, partono gli archi che sorreggono la cupola sovrastante, in modo che ognuna delle torri si presenti uguale a quelle del portale principale (darwaza). Le cupole sono sorrette da otto archi ogivali. Il basamento su cui poggiano le colonne che danno vita a tali archi è più ampio e di forma ottagonale. Esso è portato da 24 archi, tre per ogni lato dell'ottagono. Ai lati della moschea sono poste due torri basse. Ogni torre è suddivisa in tre piani, messi in risalto dalla presenza dei balconi sporgenti. Al contrario della moschea, le torri sporgono oltre il muro di divisione del complesso.

## Le decorazioni
(Abu Talib Kalim)

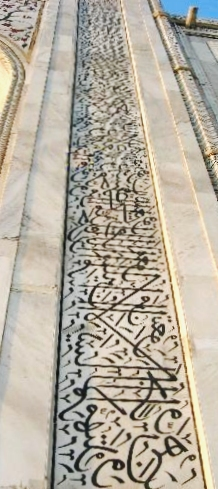
Particolare delle calligrafie

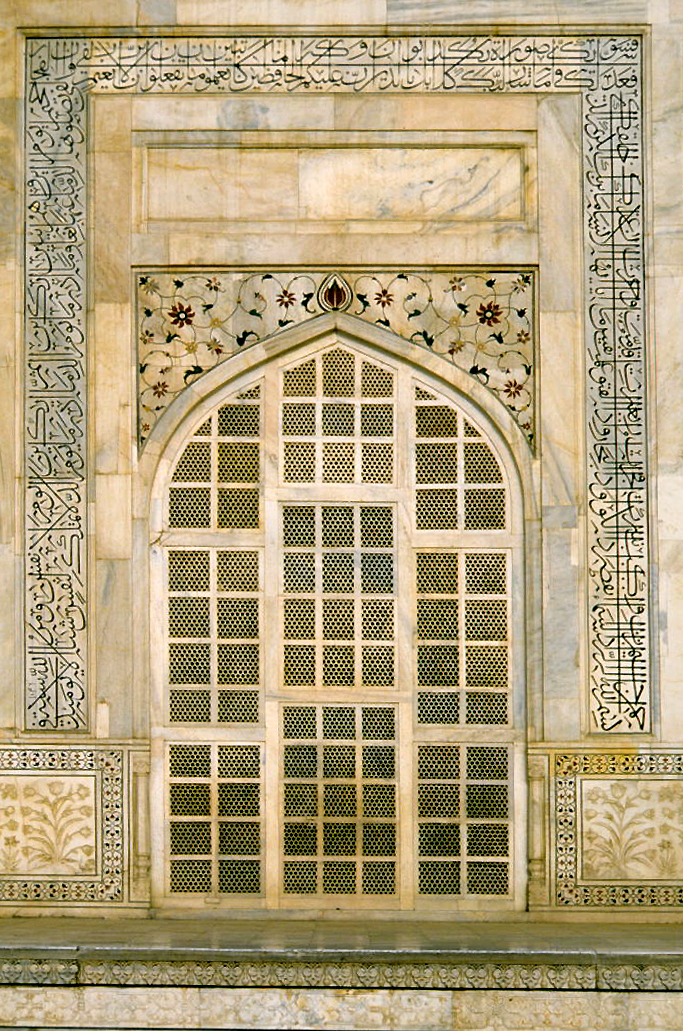
Particolare di una delle finestre

Dettaglio delle decorazioni presenti sul Taj Mahal

Le decorazioni del Taj Mahal si rifanno alla tradizione musulmana. Gli ornamenti presenti sono di tre tipi a seconda del soggetto: floreali, geometrici e calligrafici. Tutte le decorazioni sono state realizzate tramite la giustapposizione di pietre preziose e semipreziose incastonate nel marmo bianco secondo una tecnica tipicamente europea nota come "pietra dura". La direzione dell'apparato decorativo era dello scultore e mosaicista di Delhi Chiranjilal.
Le creazioni decorative si presentano, dunque, come un enorme mosaico che avvolge l'intera struttura evidenziandone gli elementi architettonici.
Le decorazioni sono talmente ricche di particolari che per realizzarle si è reso necessario l'utilizzo di più di 50 pezzi distinti di pietre semipreziose per realizzare un fiore di 3 cm.
Oltre a queste decorazioni sono presenti anche bassorilievi intagliati direttamente dal marmo bianco: essi sarebbero opera dello scultore francese Austin di Bordeaux.
Si dice inoltre che al termine di esse lo Shah abbia chiesto che venissero tagliati tutti i pollici degli scultori in modo che non potessero ripetere l'opera.

### Le calligrafie
ritorna al tuo Signore soddisfatta e accetta;

entra tra i Miei servi,

entra nel Mio Paradiso»
(Corano, 89:27-30; iscrizione sull'arco sud del portale principale)
Tra le varie decorazioni che adornano la struttura, particolari sono le incisioni calligrafiche, realizzate da Amanat Khan da Shiraz: esse consistono principalmente in versetti del Corano. Furono realizzate tramite l'inserimento nel marmo di diaspro. L'abilissimo calligrafo in un punto dell'edificio firmò così la sua opera: "Scritto dall'essere insignificante Amanat Khan Shirazi".
I passaggi del Corano citati sono:
| Sura                        | Nome arabo e traslitterazione | Traduzione           | Posizione                    |
| --------------------------- | ----------------------------- | -------------------- | ---------------------------- |
| Portale di ingresso         |                               |                      |                              |
| 89                          | سورة الفجر al-Fajr            | L'alba               | Attorno all'arco sud         |
| 93                          | الضحى al-Ḍuḥā                 | La Luce Del Mattino  | Attorno all'arco sud         |
| 94                          | الإنشراح al-Ishrāḥ            | L'Apertura           | Attorno all'arco nord        |
| 95                          | التين al-Tīn                  | Il Fico              | Attorno all'arco nord        |
| Moschea                     |                               |                      |                              |
| 91                          | الشمس al-Shams                | Il Sole              | Attorno al miḥrāb            |
| Mausoleo (esterno)          |                               |                      |                              |
| 36                          | سورة يس Yā Sīn                | Yâ Sîn               | I quattro archi esterni      |
| 81                          | سورة التكوير al-Takwīr        | L'Oscuramento        | Attorno alla porta sud       |
| 82                          | سورة الانفطار al-Infiṭār      | Lo Squarciarsi       | Attorno alla porta ovest     |
| 84                          | سورة الانشقاق al-Inshiqāq     | La Fenditura         | Attorno alla porta nord      |
| 98                          | سورة البينة al-Bayyina        | La Prova             | Attorno alla porta est       |
| Mausoleo (interno)          |                               |                      |                              |
| 67                          | سورة الملك al-Mulk            | La Sovranità         | Fascia superiore e arco SE   |
| 48                          | سورة الفتح al-Fatḥ            | La Vittoria          | Archi SE, E, NE, N, NO e O   |
| 76                          | سورة الإنسان al-Insān         | L'uomo               | Archi O, SO e S              |
| 39:53 - 54                  | سورة الزمر al-Zumar           | I Gruppi             | Arco Sud                     |
| Cenotafio (parte superiore) |                               |                      |                              |
| 41:30                       | سورة فصلت Fuṣṣilat            | Esposti Chiaramente  | Parti superiore, sud e ovest |
| 40:7-8                      | سورة غافر Ghāfir              | Il Perdonatore       | Parte superiore              |
| 83:22-28                    | سورة المطففين al-Muṭaffifīn   | I Frodatori          | Parti est e sud              |
| 2:286                       | سورة البقرة al-Baqara         | La Giovenca          | Parti ovest e nord           |
| 59:22                       | سورة الحشر al-Ḥashr           | L'Esodo              | Parte nord                   |
| Cenotafio (parte inferiore) |                               |                      |                              |
| 39:53                       | سورة الزمر al-Zumar           | I Gruppi             | Parte superiore              |
| 3:185                       | آل عمران Āl ʿImrān            | La Famiglia di Imran | Parte superiore              |
| 23:118                      | سورة المؤمنون al-Muʾminūn     | I Credenti           | Parte superiore              |
| 59:22                       | سورة الحشر al-Ḥashr           | L'Esodo              | Parte nord                   |

Inoltre nella parte inferiore del cenotafio sui lati orientale ed occidentale sono riportati i 99 nomi di Allah, nella moschea su dischi circolari sono riportati i cinque pilastri dell'Islam (arkān).

I testi riportati si riferiscono soprattutto ai temi del giudizio e della ricompensa del paradiso per i fedeli.

Per facilitare la lettura dal basso delle scritte che si sviluppano in verticale, i caratteri si ampliano man mano che si sale seguendo la linea della scrittura: in questo modo in prospettiva i caratteri appaiono di dimensione uniforme.

## I problemi della struttura

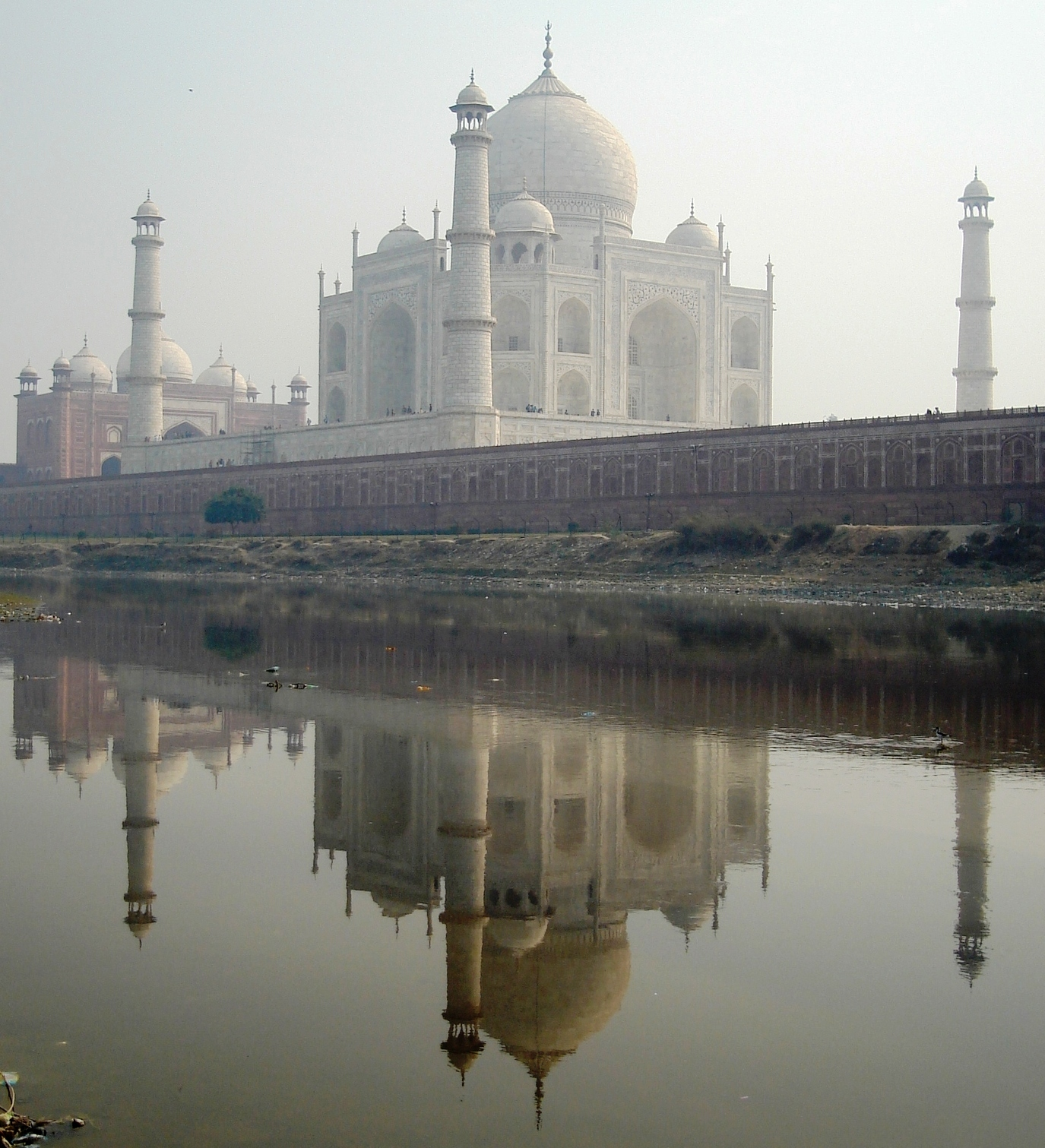
Il Taj Mahal col riflesso nel fiume Yamuna

Per sorreggere l'intera struttura sovrastante garantendo allo stesso tempo la completa sicurezza dell'opera l'architetto fece costruire pilastri molto robusti. Nonostante queste precauzioni, appena 4 anni dopo la fine della sua costruzione la struttura subì dei cedimenti. Erano presenti, infatti, delle crepe che interessavano la fila superiore degli archi interni e, soprattutto, archi sottostanti la parte settentrionale del Taj Mahal. Furono fatti degli accertamenti, ma non si scoprì la causa di questa instabilità.
Nel 1810 dei documenti attestano ancora la presenza di queste crepe. Nel restauro fatto in quell'anno si scoprì la causa di tale instabilità: il terrazzamento sottostante la struttura era inclinato, in particolare nella parte settentrionale era più basso che nella parte opposta di 3,5 cm.
Questa situazione è visibile anche dall'osservazione dei minareti: secondo uno studio effettuato nel 1965 il minareto nell'angolo nord-occidentale presenta un'inclinazione di circa 4 cm rispetto all'orizzontale, quello nell'angolo sud-orientale circa 20 cm e i due restanti sono inclinati di circa 12 cm.
Ciò potrebbe essere stato causato da un cedimento del terreno che soggiace al terrazzamento in quella zona, dal momento che è quella immediatamente a contatto con le acque del fiume Yamuna. Il sottosuolo presenta, infatti, un tenore di umidità tale da pregiudicarne la funzione portante. La struttura presentava quindi una distribuzione del carico diversa da quella prevista nel progetto, e in quella zona persisteva un sovraccarico.
Esistono documenti che provano che, ancor prima della sua completa ultimazione (1652), la struttura presentava problemi di infiltrazione di acqua dalla cupola. Tale problema, tuttavia, non è presente al giorno d'oggi e non esistono prove che attestino la presenza di questo difetto in tempi più recenti.

## Proprietà dell'opera
(Gavin Hambly)
Un problema è sorto negli ultimi tempi per ciò che riguarda la paternità dell'opera e, di conseguenza, il diritto di controllare il giro di affari che sta dietro l'enorme flusso di turisti che visita il Taj Mahal (si calcola che annualmente tra i 2 e i 3 milioni di turisti da ogni parte del mondo giungano a visitare il Taj Mahal).
L'opera è gestita dal governo locale attraverso l'ASI (Archaeological Survey of India), l'associazione archeologica indiana, dal 1920 (da quando, cioè, è stata dichiarata monumento nazionale).
L'organizzazione musulmana Sunni Waqf (guidata da Hafiz Usman) ha richiesto al Governo indiano di vedersi riconosciuto il diritto di controllare il Taj Mahal in quanto opera islamica. Il ministro H. R. Bharadway, tuttavia, ha rifiutato di accettare queste richieste in quanto il Taj Mahal è un monumento nazionale indiano.
L'associazione di nazionalisti indiani "Jana Sangh", invece, ha negato che lo Shah musulmano Shah Jahan abbia fatto costruire il complesso, affermando al contrario che la costruzione fosse un tempio indù eretto nel XII secolo e poi usurpato dalla dinastia dei Mughal quando invasero l'India. In virtù della supposta origine indù della struttura, chiedono la rimozione delle tombe dell'imperatore e di sua moglie per riportare la struttura alla sua originaria configurazione. Queste affermazioni, formulate per la prima volta da Purushottam Nagesh Oak, sarebbero provate dalla prova del carbonio 14 effettuata da Evan Williams nel 1977, secondo la quale l'edificio sarebbe più antico del XVII secolo. Dall'analisi di un pezzo di legno proveniente da una porta, infatti, il mausoleo risulta essere stato costruito nel 1359 circa (errore massimo: 89 anni; probabilità: 67%).
Tale prova, tuttavia, è stata rifiutata in quanto l'esame al carbonio 14 non prova definitivamente e in modo assolutamente certo l'età dell'edificio, come è anche accettato da alcuni sostenitori della teoria. La presenza, inoltre, di notevoli elementi puramente islamici contraddirebbe questa tesi.
L'ipotesi più accreditata, comunque, è quella secondo cui il Taj Mahal sia un mausoleo fatto costruire dallo Shah musulmano Shah Jahan per mezzo di maestranze locali che, dunque, hanno impresso nell'opera elementi propri della cultura indù. A conferma di questa tesi ci sono i documenti in cui Shah Jahan ordinava l'acquisto del marmo e le testimonianze di viaggiatori europei che visitarono Agra mentre il Taj Mahal era in costruzione.

## Particolarità
(Bayard Taylor)

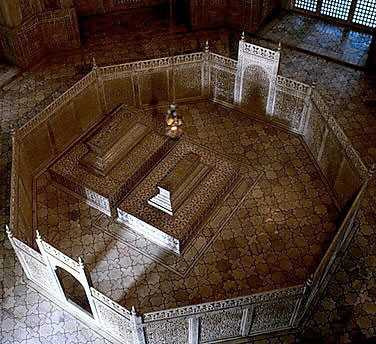
I due cenotafi: l'asimmetria del cenotafio dell'imperatore è l'unica in tutto il complesso

Una ragione della straordinarietà dell'opera è la perfetta geometria delle sue forme e la ricerca quasi ossessiva della simmetria. Ma la vera particolarità del Taj Mahal è la sua capacità di presentarsi con un aspetto sempre differente a seconda del momento in cui lo si osserva. Infatti, il sottile gioco di luci e ombre sul delicato marmo di cui è rivestita l'intera struttura, complici anche le pietre semi-preziose incastonate al suo interno, si presenta sempre diverso agli occhi dell'osservatore. A seconda dell'ora del giorno in cui è osservato, il Taj Mahal assume una colorazione bianca, rosa o dorata.
In origine il progetto prevedeva la costruzione di un complesso identico dalla parte opposta del fiume decorato con marmo nero invece che bianco, ed esisterebbero prove archeologiche che ne attesterebbero l'inizio della costruzione: nel progetto iniziale questo doveva essere il mausoleo dell'imperatore. I due mausolei dovevano poi essere collegati con un ponte in marmo o in oro. Suo figlio, tuttavia, preoccupato per le ingenti somme di denaro già sborsate per la costruzione del primo mausoleo, costrinse il padre agli arresti e ne prese il posto sul trono nel 1658. Questa tesi sarebbe rafforzata dalla recente scoperta di un giardino sull'altra sponda del fiume. Se questa teoria fosse vera, in origine l'imperatore aveva intenzione di realizzare una costruzione con un asse di simmetria anche lungo la direzione est-ovest e che comprendesse anche il fiume Yamuna: esso, cioè, doveva divenire parte integrante del complesso progettato.
Per evitare che la bellezza dell'opera fosse uguagliata, l'imperatore ordinò che al completamento del complesso le mani degli artisti che ci lavorarono fossero mozzate e che il progettista fosse decapitato. Alcuni studiosi tuttavia ritengono che si tratti di una leggenda priva di alcun fondamento.

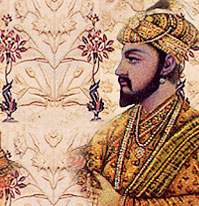
Una raffiɡurazione moderna di Shah Jahan.

Alla sua morte (nel 1666), lo Shah Shah Jahan venne seppellito accanto alla moglie. L'ironia della sorte ha voluto che proprio l'imperatore fosse il responsabile della rottura della perfetta simmetria della struttura: le sue spoglie furono infatti portate nel mausoleo, ma la presenza della sua tomba non era prevista: la sua collocazione rovina la perfezione altrimenti assoluta della simmetria del Taj Mahal.
Il complesso, per le sue caratteristiche, riuscì ad impressionare diversi artisti occidentali: a causa della sua perfetta simmetria e della struttura tripartita molto simile agli archi di trionfo, infatti, riuscì a guadagnarsi l'ammirazione di numerosi artisti neoclassici europei. Contemporaneamente, tuttavia, riuscì anche a catturare l'immaginazione dei romantici, attratti dal fatto che il complesso fosse stato costruito in onore di una donna, diventando così un "tempio all'amore" agli occhi degli artisti romantici.